# Mitsubishi Lancer
Mitsubishi Lancer (яп. 三菱・ランサー міцубіс: і ранс: а, укр. Міцубісі Лансер) — модель автомобілів з кузовами купе, седан, універсал, ліфтбек та хетчбек, що виробляються компанією Mitsubishi з 1973 року.
Ця машина дуже популярна серед гонщиків-ралістів та дріфтерів. Вона неодноразово перемагала у ралі. Яскравий приклад є ралі України 2009 р., де переміг тандем Салюк-Афтаназів.

## Перше покоління (A70/A140; 1973—1979)

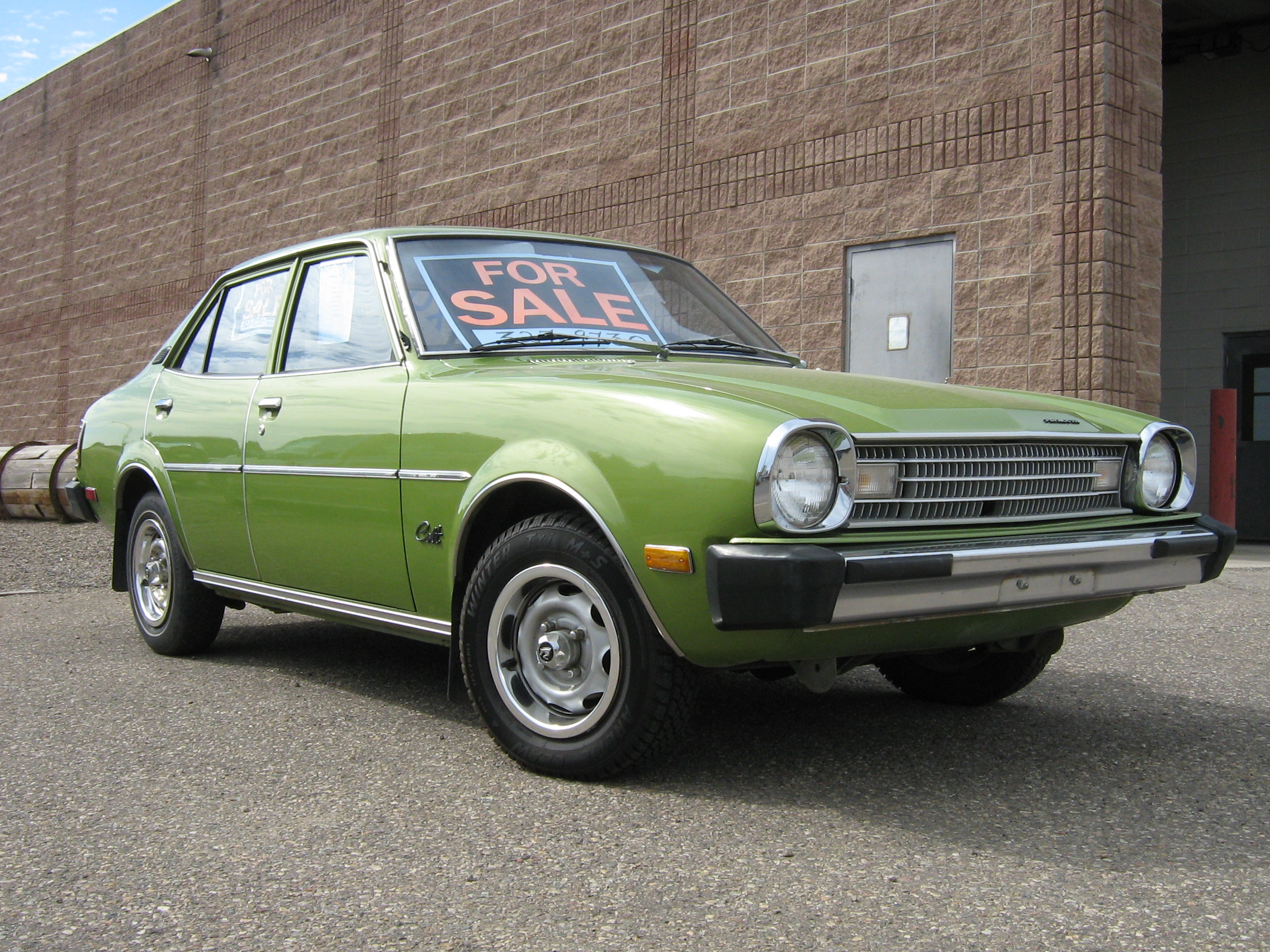
Mitsubishi Lancer 2

Mitsubishi Lancer I (1973—1976)

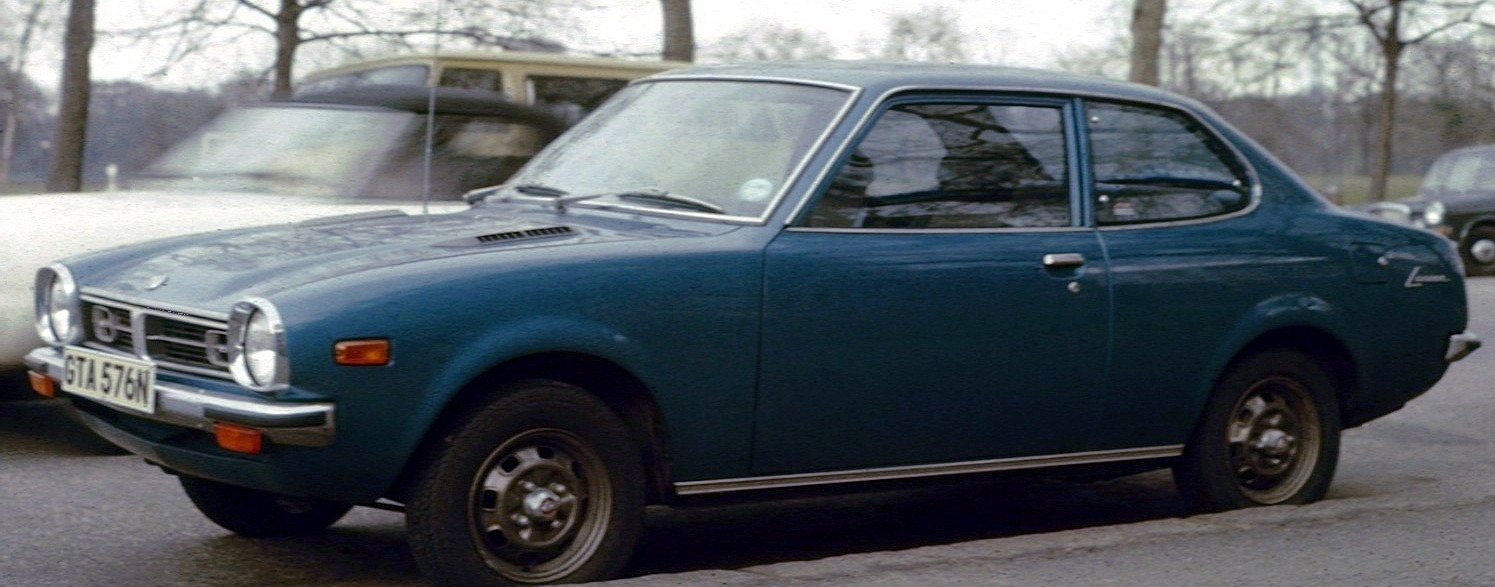
Mitsubishi Lancer 1

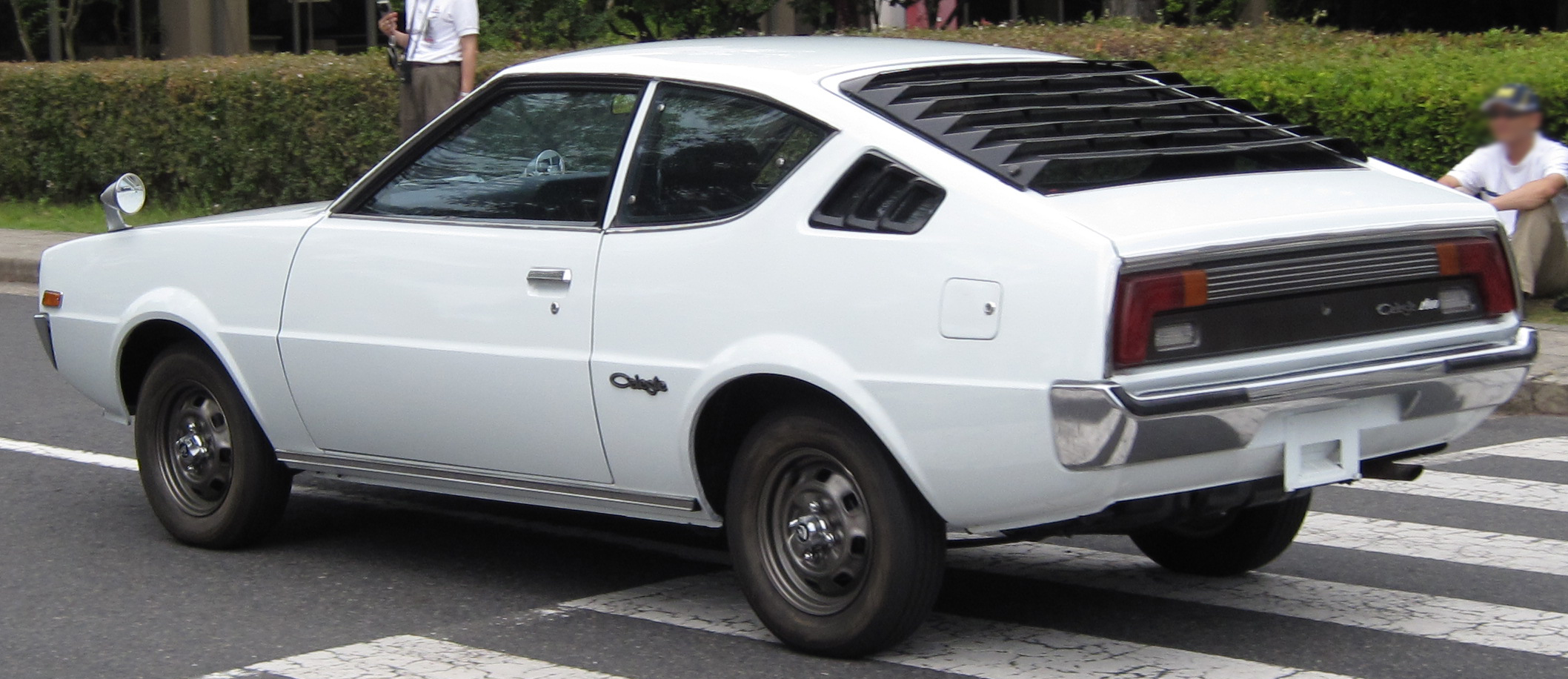
Mitsubishi Lancer Celeste

Перший раз Mitsubishi Lancer був представлений на світовому ринку в 1973 році. Автомобіль спочатку замислювався як масова модель і повинен був зайняти проміжне місце між середньорозмірним седаном Galant і компактним хетчбеком Minica. Це був задньопривідний автомобіль, і випускався він у 12 модифікаціях з чотирициліндровими двигунами сімейства Saturn об'ємом 1,2, 1,4 і 1,6 л. На вибір пропонувалося три типи кузова — купе, седан і універсал, останній мав позначення Station Wagon. Екстер'єр автомобіля відрізнявся широким профілем і стрімкою передньою частиною. На сторожі безпеки водія і пасажирів була висока міцність і жорсткість кузова, дискові гальма з резервуванням головного гальмівного циліндра і травмобезпечною рульовою колонкою. З метою охорони навколишнього середовища була використана оригінальна система зниження токсичності відпрацьованих газів Mitsubishi MCA, система уловлювання паливних парів, а також пристрій скорочення викиду газів картерів.
Першою зарядженою версією Lancer стала модель з індексом 1600 GSR, яка тричі перемагала в східно-африканському ралі Сафарі з 1974 по 1976 роки. Під капотом цієї версії стояв двигун з двома карбюраторами, з ним автомобіль долав 400-метрову дистанцію за 16,4 с.
У 1975 році з'явився тридверний хетчбек-купе Mitsubishi Lancer Celeste з повністю новим кузовом. Автомобіль випускався з 1,4 і 1,6-літровими моторами, потім до них додався 2-літровий. Дана модель активно поставлялася на експорт — у США продавалася під ім'ям Plymouth Arrow, в Австралії — Chrysler Lancer Coupe.
Mitsubishi Lancer II (1976—1979)
У 1976 році в серію увійшов другий Mitsubishi Lancer, який насправді являв собою модернізацію наявного автомобіля. Автомобіль став незграбнішим і цього разу виготовлявся тільки в чотиридверному кузові. Головні — інше оформлення передка і збільшені бампери, які відповідали американським нормам безпеки: з кінця 1976 року почалися поставки Lancer в США, де він продавався під назвами Dodge Colt та Plymouth Colt.

## Друге покоління (A170; 1979—1987)

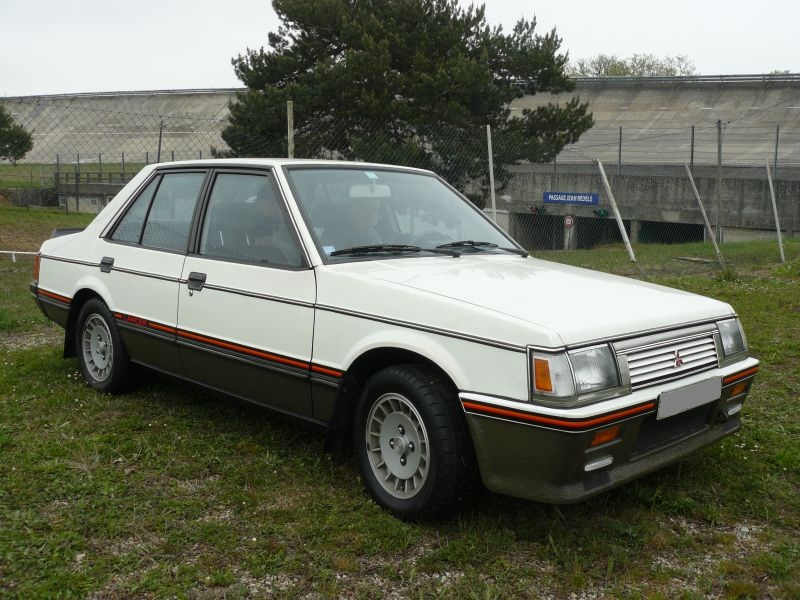
Mitsubishi Lancer 3

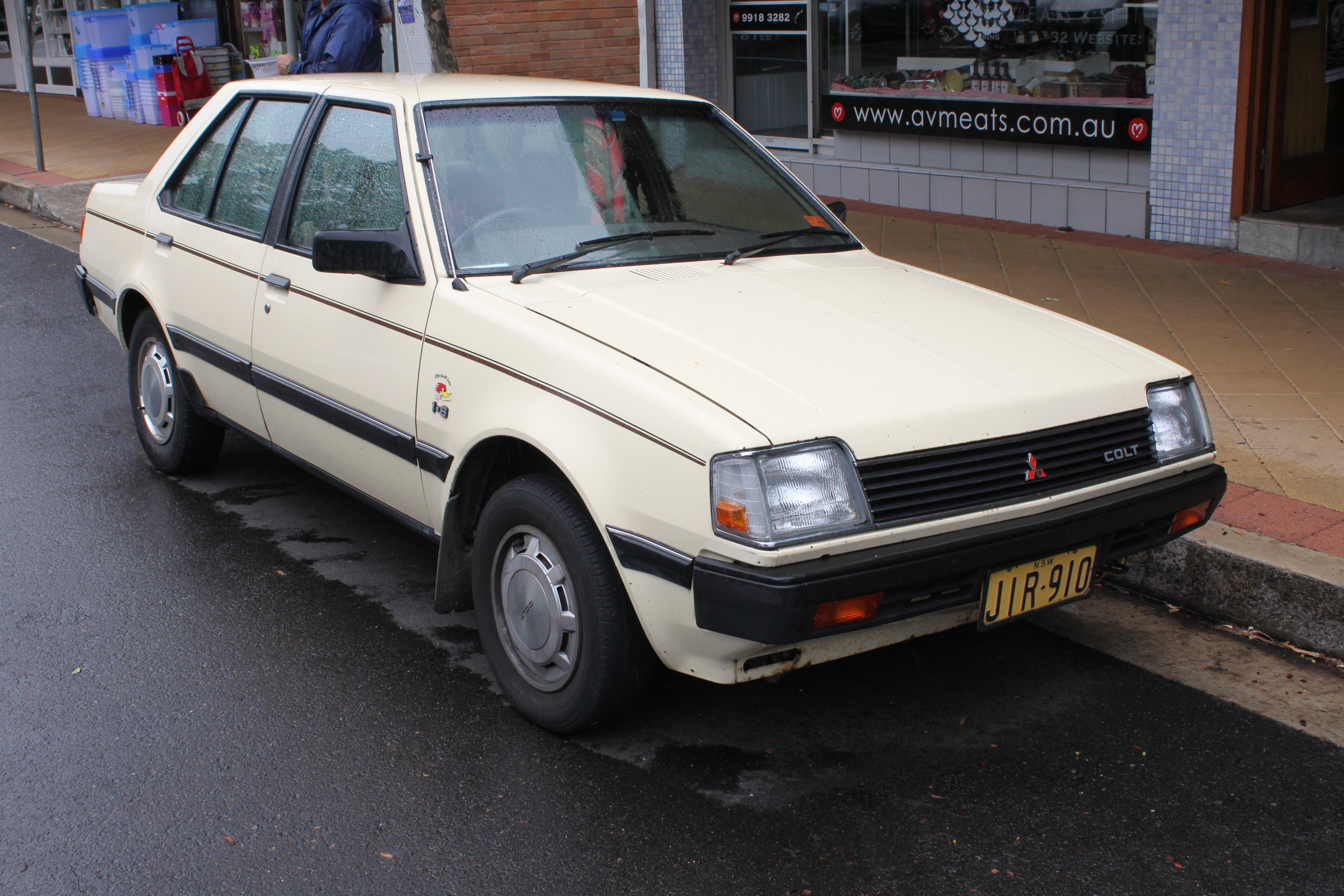
Mitsubishi Lancer 4

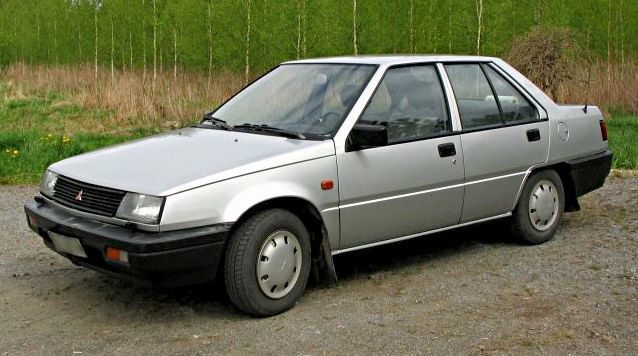
Mitsubishi Lancer 5

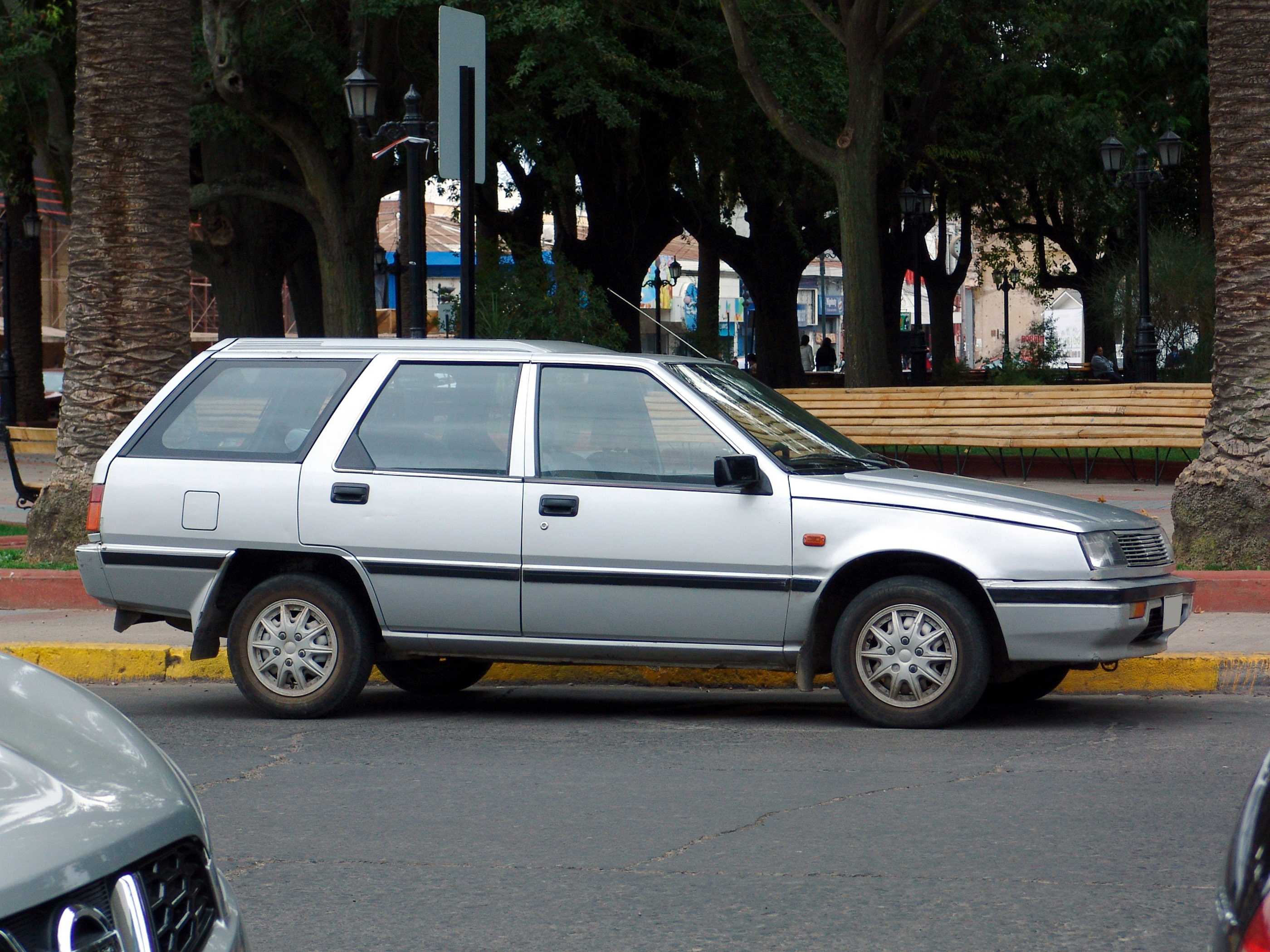
Mitsubishi Lancer 5 Wagon

Mitsubishi Lancer III (1979—1982)
Третє покоління моделі з'явилося в 1979 році і в Японії називалося Lancer ЕХ. Над стилістикою цього покоління трудився італійський дизайнер Альдо Сезана. Найвищий на ті часи рівень комфорту створювали елегантна обробка салону, зручні сидіння з поліуретану і першокласний кондиціонер. Салон став просторіше, а на зміну залежною задній підвісці прийшла чотириважіль незалежна. Спочатку пропонувалося тільки два двигуни — об'ємом 1,4 і 1,6 л. На обох була застосована фірмова технологія Silent Shaft з двома балансирними валами для зменшення вібрацій.
У 1980 році дебютував Lancer з мотором 1,8 л, який був доступний як в атмосферному варіанті, так і з турбонадувом. А для деяких ринків пропонувався Lancer 2000 Turbo з дволітровим двигуном потужністю 170 к.с. У 1981 році з'явилася «бюджетна» модифікація з мотором 1,2.
Задньопривідні автомобілі випускалися до 1982 року.
Mitsubishi Lancer IV (A150; 1982—1983)
1982 року представлений Lancer Fiore (у перекладі з італійської fiore — «квітка») — перший передньоприводник у сімействі. Базою для четвертого Lancer послужив Mitsubishi Mirage. У дизайні кузова були застосовані плавні обтічні форми, що підкреслюють відмінну аеродинаміку автомобіля. Візитною карткою моделі стали значна площа скління і унікальні освітлювальні прилади. Гамма силових агрегатів пропонувала мотори робочим об'ємом від 1,2 до 1,6 л. Осібно стояв двигун 1,4 з турбонадувом, який розвивав 105 к.с. Як альтернатива механічній коробці передач опціонально пропонувалася триступенева АКПП.
Mitsubishi Lancer V (C10A; 1983—1988)
В 1983 році був представлений фейсліфт Lancer Fiore. З'явилися двигуни з уприскуванням палива і турбонагнітачами. Топ-версія, оснащувалася двигуном з турбонадувом (1,6 л, 120 к.с.). Новинкою став дизель об'ємом 1,8 л. Крім того, спочатку пропонувалася модифікація з 1,5 л двигуном, оснащеним системою MD (Modulated Displacement — регульований робочий об'єм). Вона дозволяла на деякий час відключати два циліндри з чотирьох і тим самим економити від 10 % до 20 % палива.
У 1985 році був представлений Mitsubishi Lancer з кузовом універсал Station Wagon, який через рік обзавівся модифікацією з постійним повним приводом. Універсал відрізнявся функціональністю і унікальністю конструкції. У ньому гармонійно поєднувалися місткість і комфортабельність салону, висока курсова стійкість і плавність ходу. Як силові агрегати використовувалися бензиновий двигун 1500 Orion II і дизельний 1800 Sirius, які забезпечували паливну економічність і високу потужність. Модель двигуна 1500 Orion II була забезпечена карбюратором з електроприводом, для регуляції оптимального складу паливоповітряної суміші в залежності від умов руху. Дизельний двигун 1800 Sirius був обладнаний свічками розжарювання, що забезпечували швидке прогрівання камери згоряння.

### Двигуни
- 1,198 л 4G16 I4
- 1,298 л 4G13 I4
- 1,468 л 4G15 I4
- 1,499 л 4G31 I4
- 1,499 л G15B I4
- 1,597 л 4G32 I4
- 1,597 л 4G32T I4-T
- 1,755 л 4G37 I4
- 1,795 л 4D65 I4 (diesel)

## Третє покоління (C60/C70; 1988—1991)
Mitsubishi Lancer VI

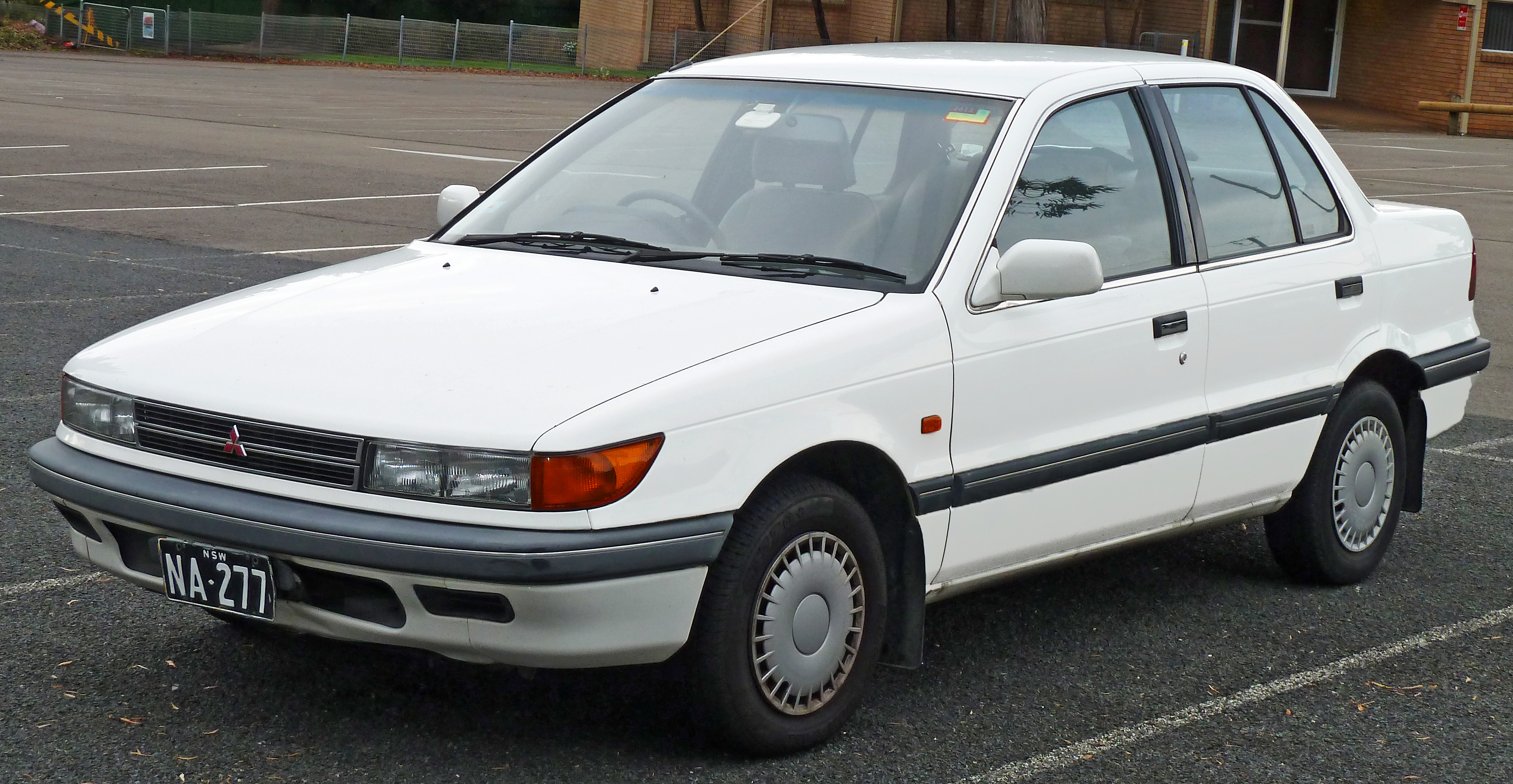
Mitsubishi Lancer 6

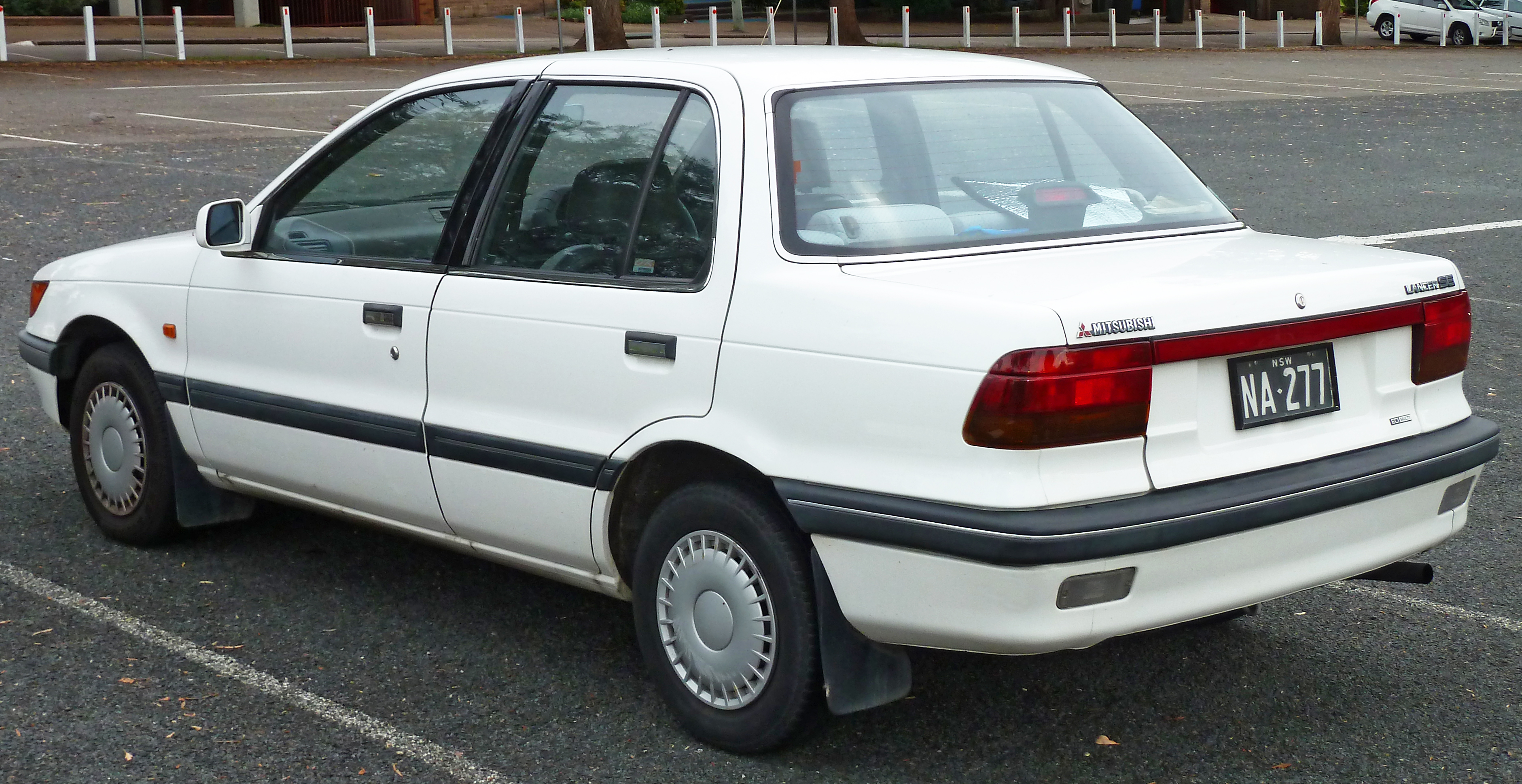
Mitsubishi Lancer 6

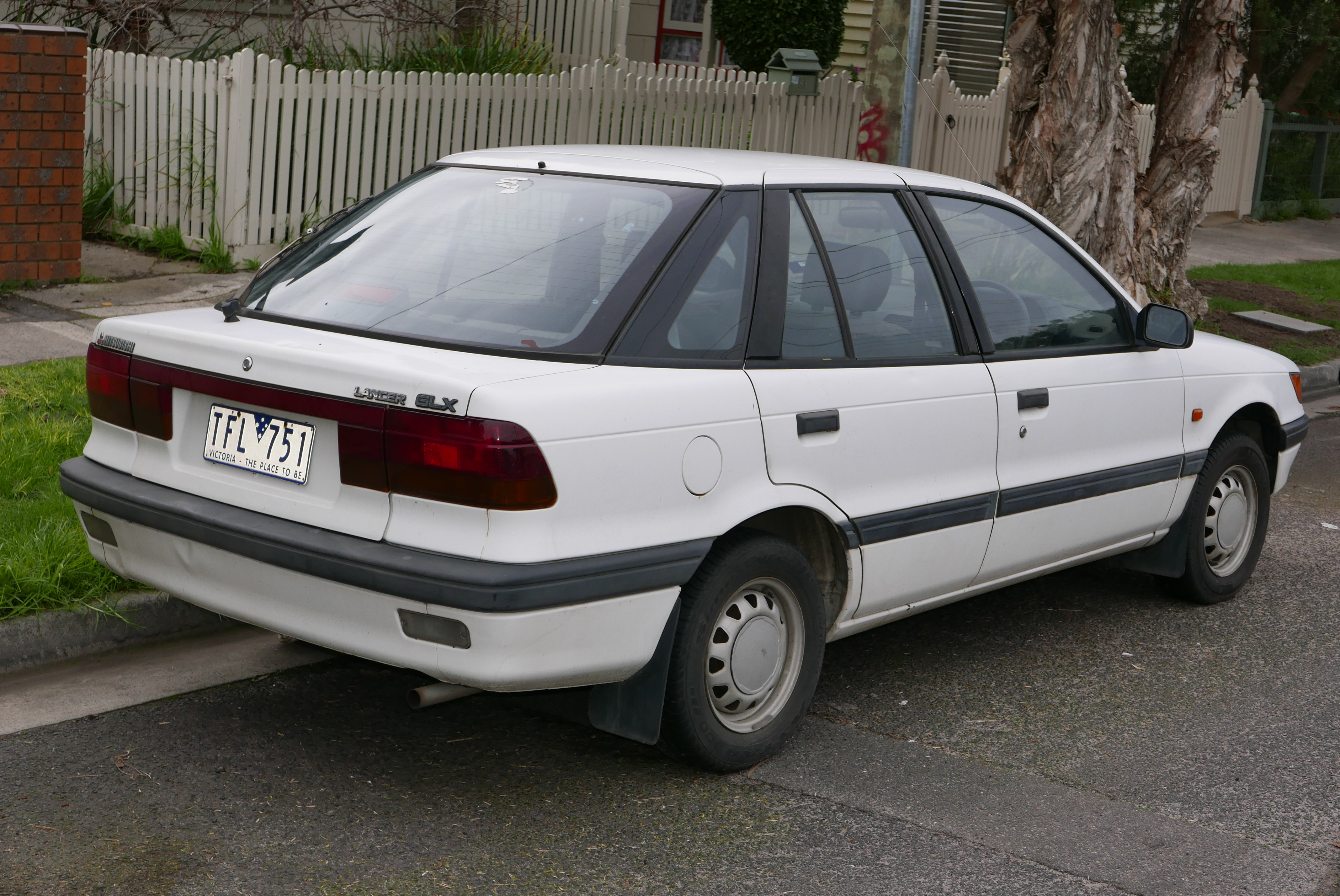
Mitsubishi Lancer 6 хетчбек

У 1988 році з'явився шостий Lancer. Автомобіль пропонувався з двома типами кузовів — седан і п'ятидверний хетчбек. При цьому універсал старого покоління з виробництва не знімався. На вибір пропонували п'ять двигунів, включаючи 16-клапанний об'ємом 1,6 л (124 к.с.) та дизель об'ємом 1,8 л (60 к.с.). На базовій модифікації Lancer 1,3 встановлювався карбюраторний мотор потужністю 69 к.с., а інші бензинові двигуни оснащувалися системою впорскування палива. Пропонувалися і повнопривідні версії.

### Двигуни
- 1,198 л 4G16 I4
- 1,298 л 4G13 I4
- 1,468 л 4G15 I4
- 1,597 л 4G32 I4
- 1,597 л 4G32T I4-T
- 1,755 л 4G37 I4
- 1595 л 4G61T I4-T
- 1595 л 4G61 I4
- 1,795 л 4D65 I4 (diesel)

## Четверте покоління (CB0/CD0; 1991—1995)

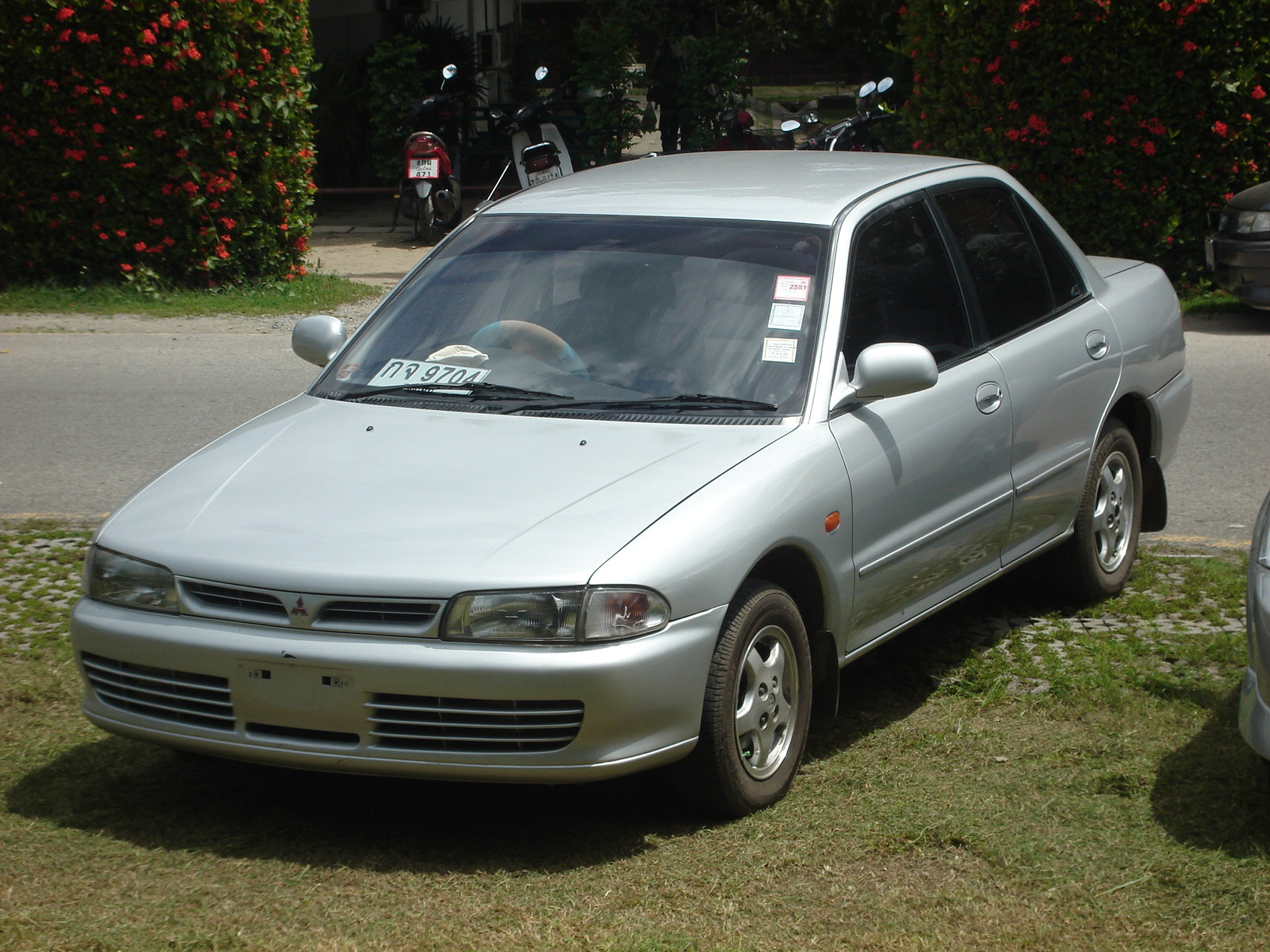
Mitsubishi Lancer 7

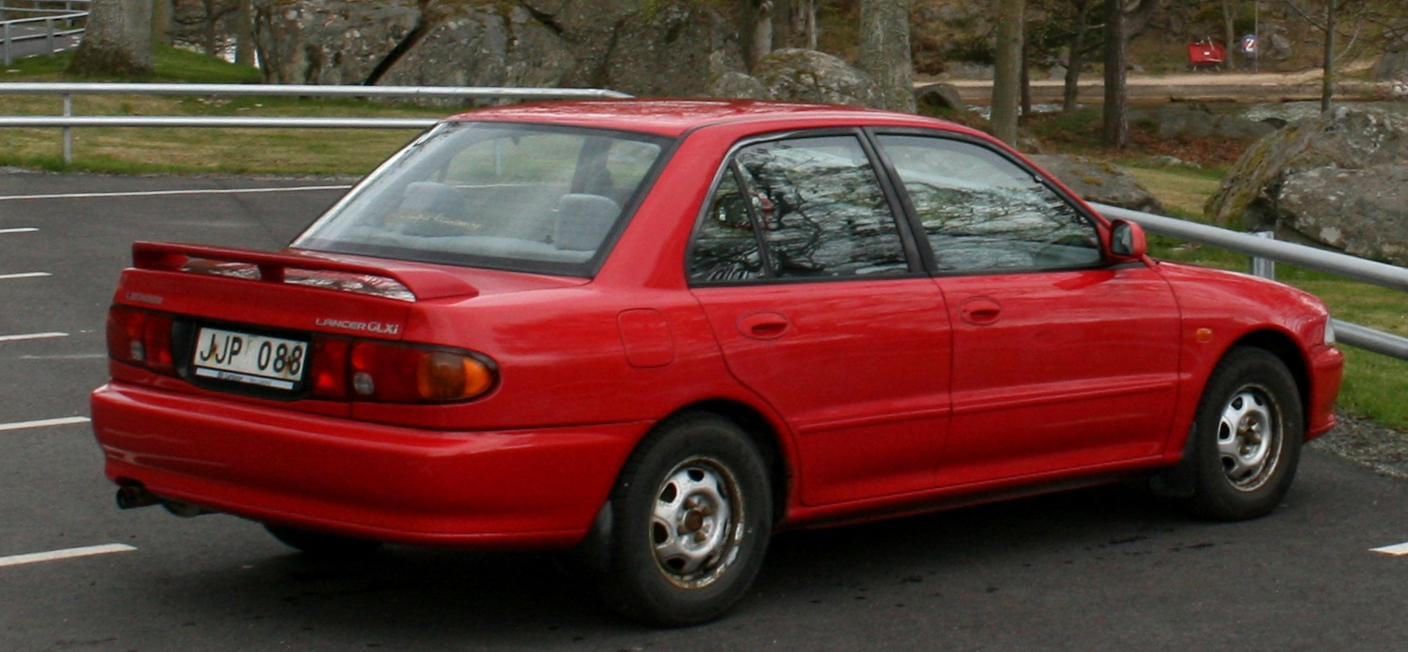
Mitsubishi Lancer 7

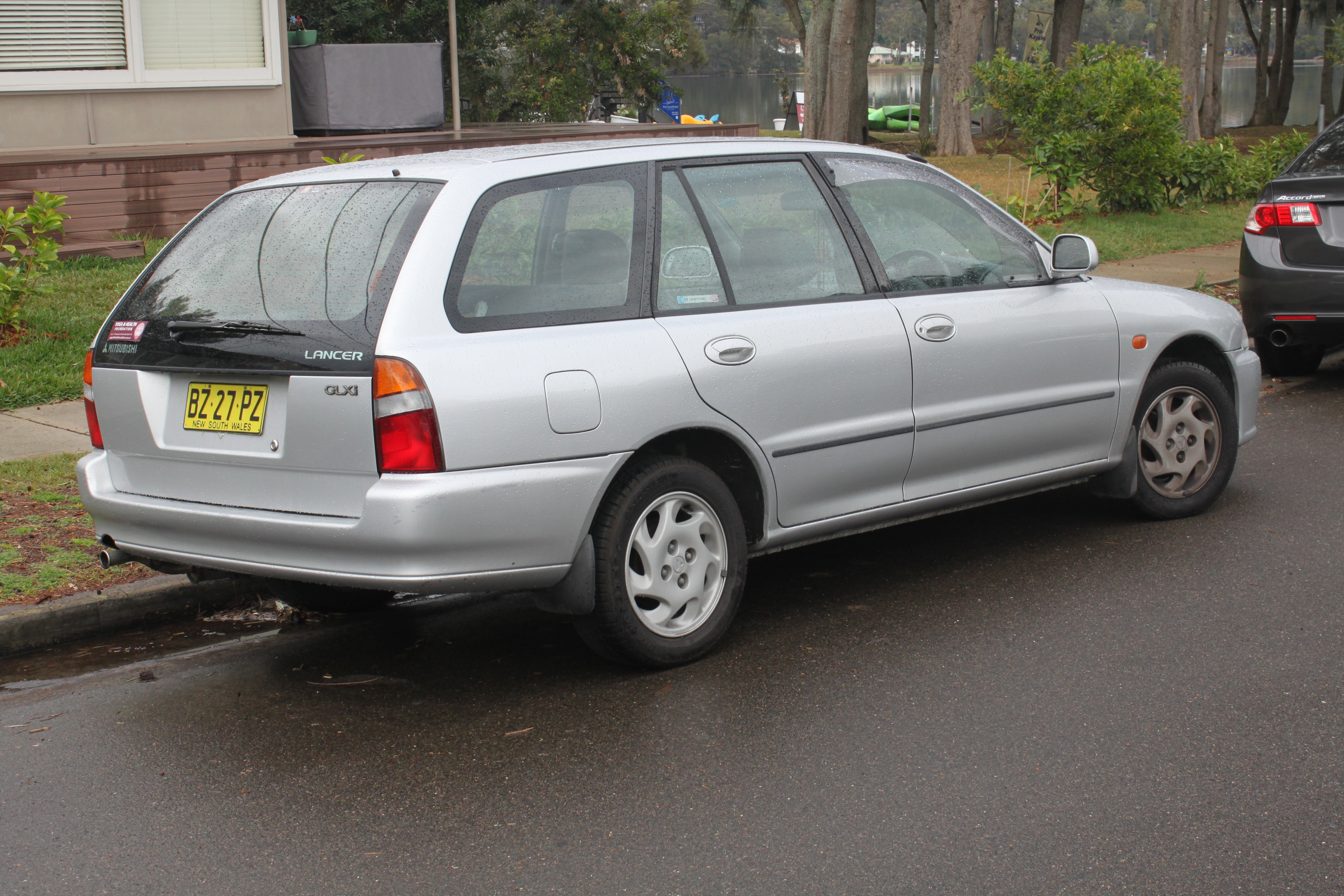
Mitsubishi Lancer 7 station wagon

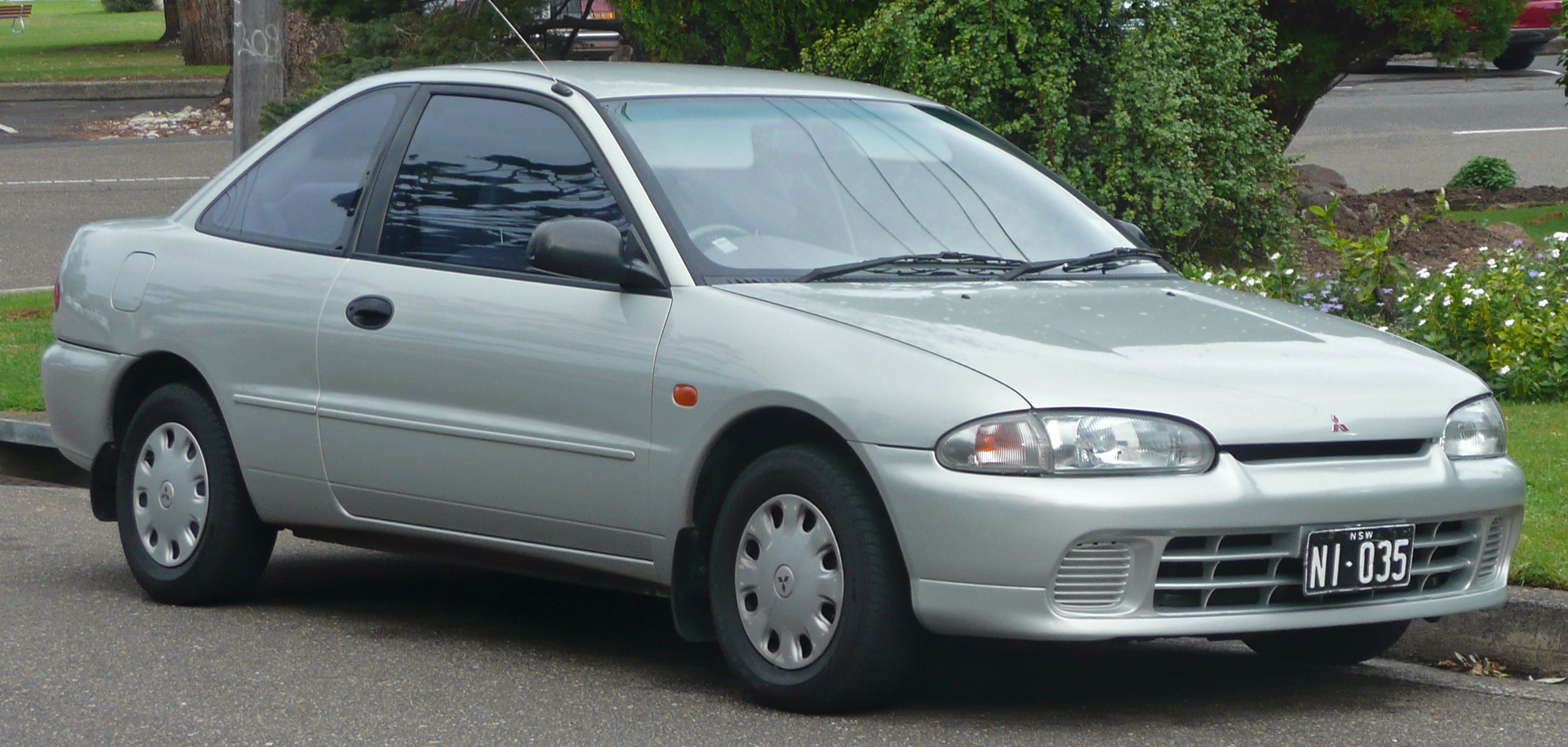
Mitsubishi Lancer 7 Coupe

Mitsubishi Lancer VII
Восени 1991 року на автосалоні в Токіо був представлений сьомий Lancer. Через рік з'явилася версія універсал (Libero на японському ринку), а хетчбек зник з виробничої програми. Двохдверне купе в Японії називалося Mirage Asti Coupe, а на зовнішніх ринках — Lancer Coupe. Для Європи пропонувалися три двигуни — бензинові об'ємом 1,3 і 1,6 л, а також дволітровий дизель. Поряд з широким вибором різних двигунів всі модифікації комплектувалися автоматичними коробками передач з електронним управлінням і оригінальними адаптивними АКПП Mitsubishi INVECS-4A / T. Автомобіль відрізнявся високим рівнем активної і пасивної безпеки, найкращою в своєму класі керованістю і паливною економічністю. Сьоме покоління запам'яталося, перш за все, версією GSR, яка поклала початок легендарному сімейства Evolution. На неї ставилося турбомотор 4G93 обсягом 1,8 л потужністю 195 к.с. і повнопривідна трансмісія від Galant VR-4. На японському ринку була ще одна екзотична версія — з найменшим V6 на той момент, об'єм двигуна становив 1,6 літра.

### Двигуни
Бензинові:
- 1298 л 4G13 I4
- 1468 л 4G15 I4
- 1496 л 4G91 I4
- 1597 л 4G92 I4
- 1597 л 6A10 V6
- 1834 л 4G93 I4
- 1834 л 4G93T turbo I4
- 1997 л 4G63T turbo I4

Дизельні:
- 1795 л 4D65 I4
- 1998 л 4D68 I4

## П'яте покоління (CK0/CM0; 1995—2000)

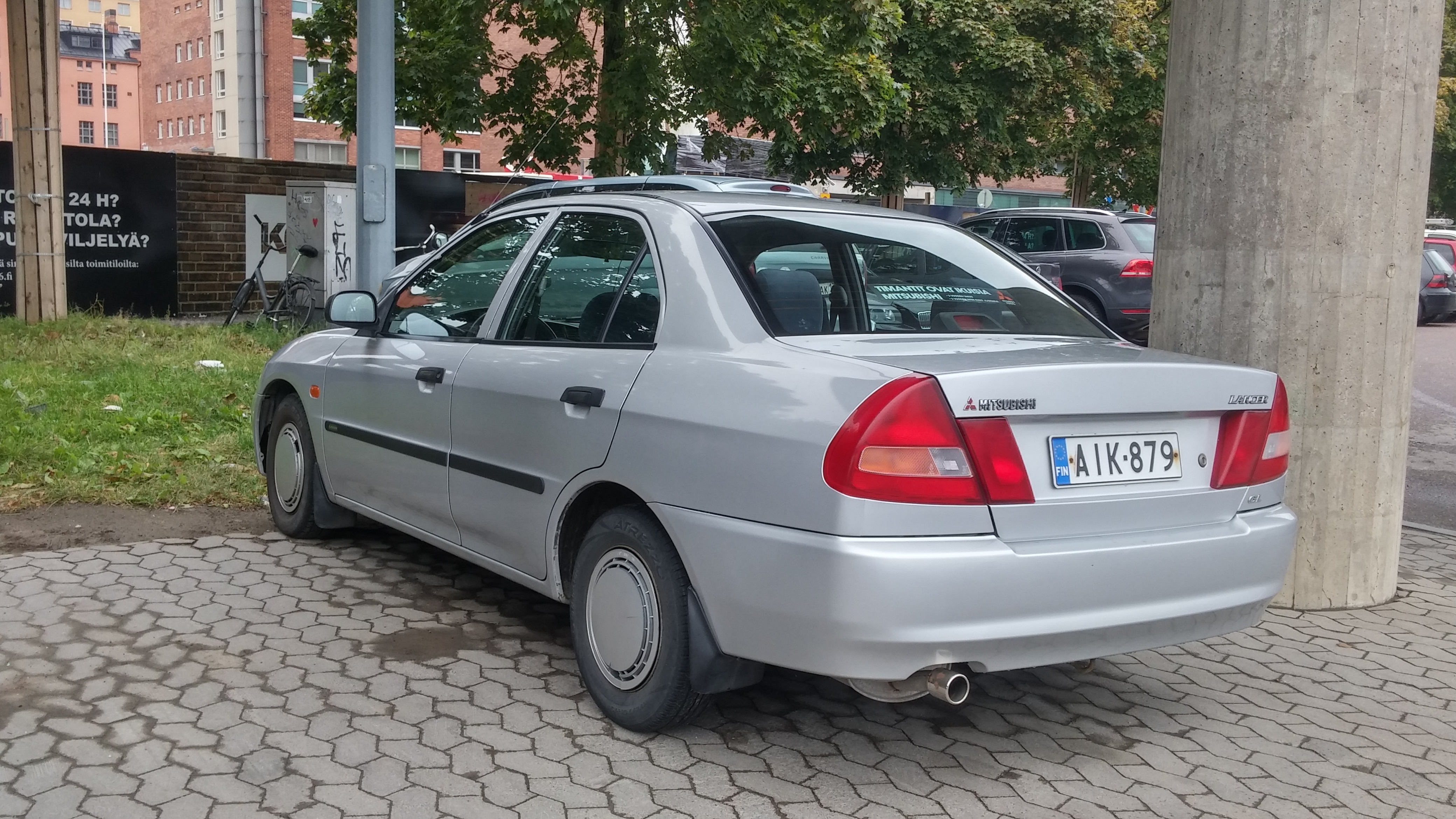
Mitsubishi Lancer 8

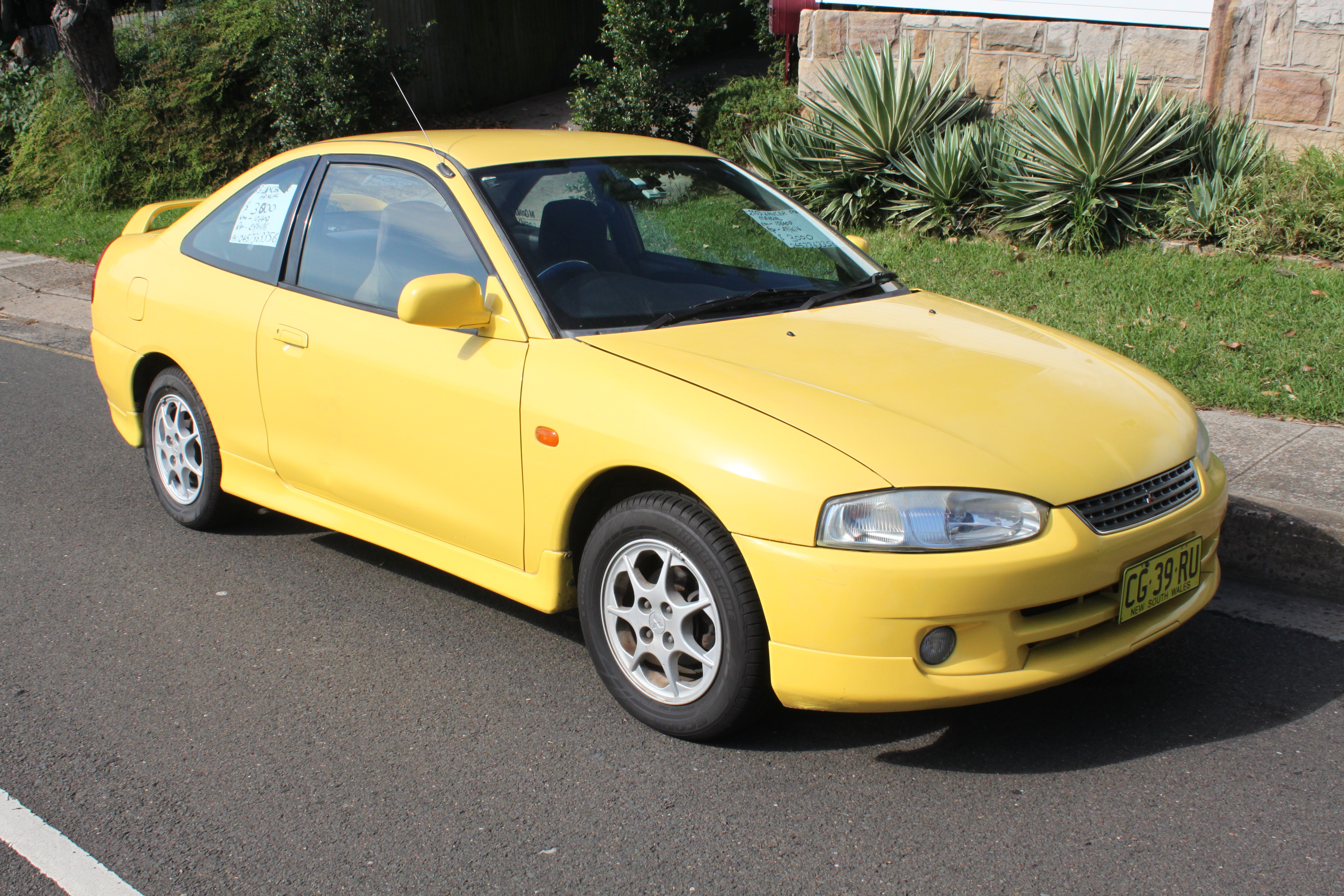
Mitsubishi Lancer 8 Coupe

Mitsubishi Lancer VIII
У березні 1995 року дебютував восьмий Mitsubishi Lancer з більш грубою і кутастою зовнішністю. З доступних кузовів залишився тільки седан, хоча на деяких ринках пропонувалося і купе. Стандартним обладнанням стала подушка безпеки водія, а пасажирська подушка пропонувалася за доплату. Європейським покупцям пропонувалися два бензинові мотори об'ємом 1,3 і 1,6 л. В інших країнах вибір силових агрегатів був набагато ширшим.

### Двигуни
- 1.3 л 4G13 I4
- 1.5 л 4A91 I4 (Китай)
- 1.5 л 4G15 I4
- 1.6 л 4G92 I4
- 1.8 л 4G93 I4
- 1.8 л 4G93T I4-T
- 1.8 л 6A11 V6
- 2.0 л 4D68 I4 (diesel)

## Шосте покоління (CS0; 2000—2010)

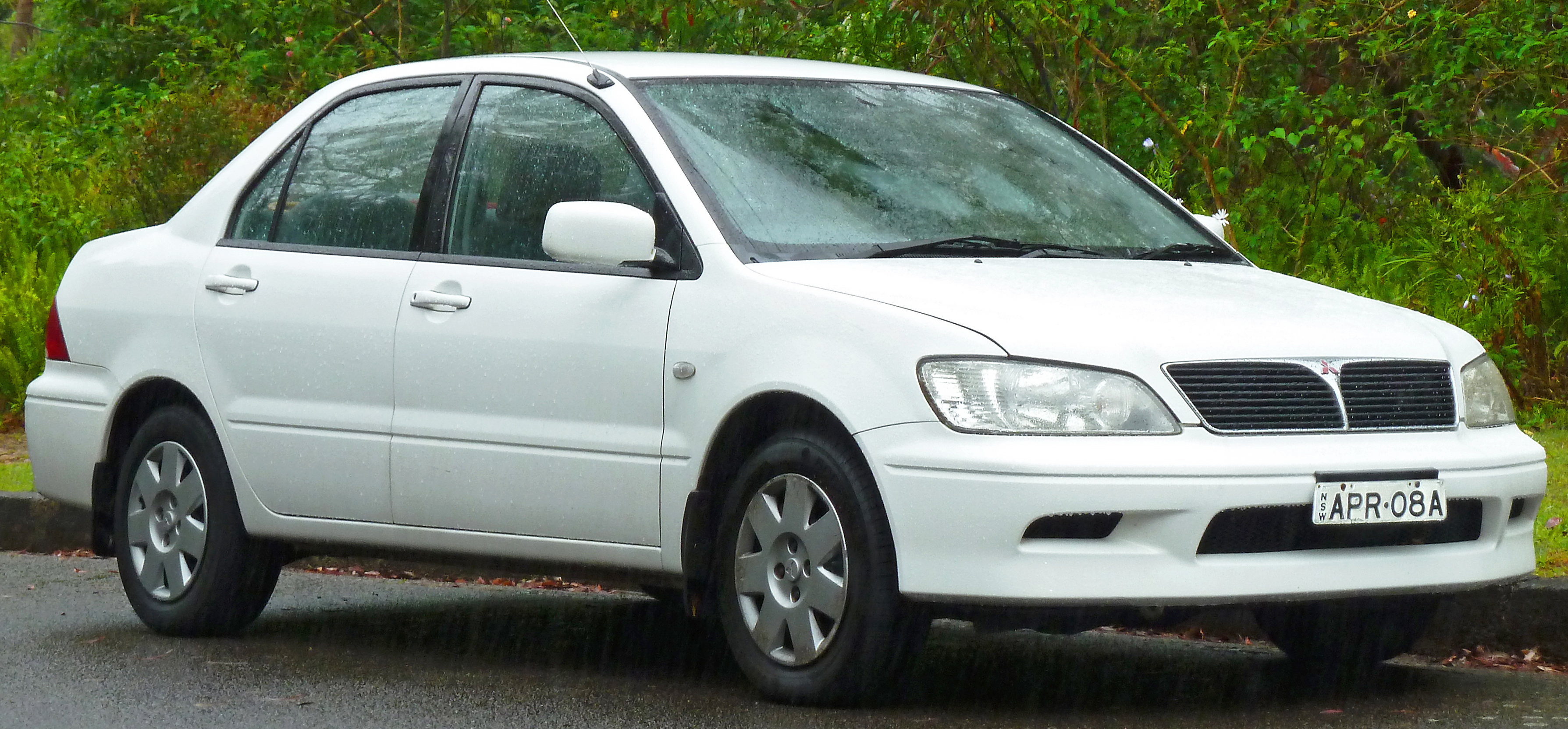
Mitsubishi Cedia (2000—2003)

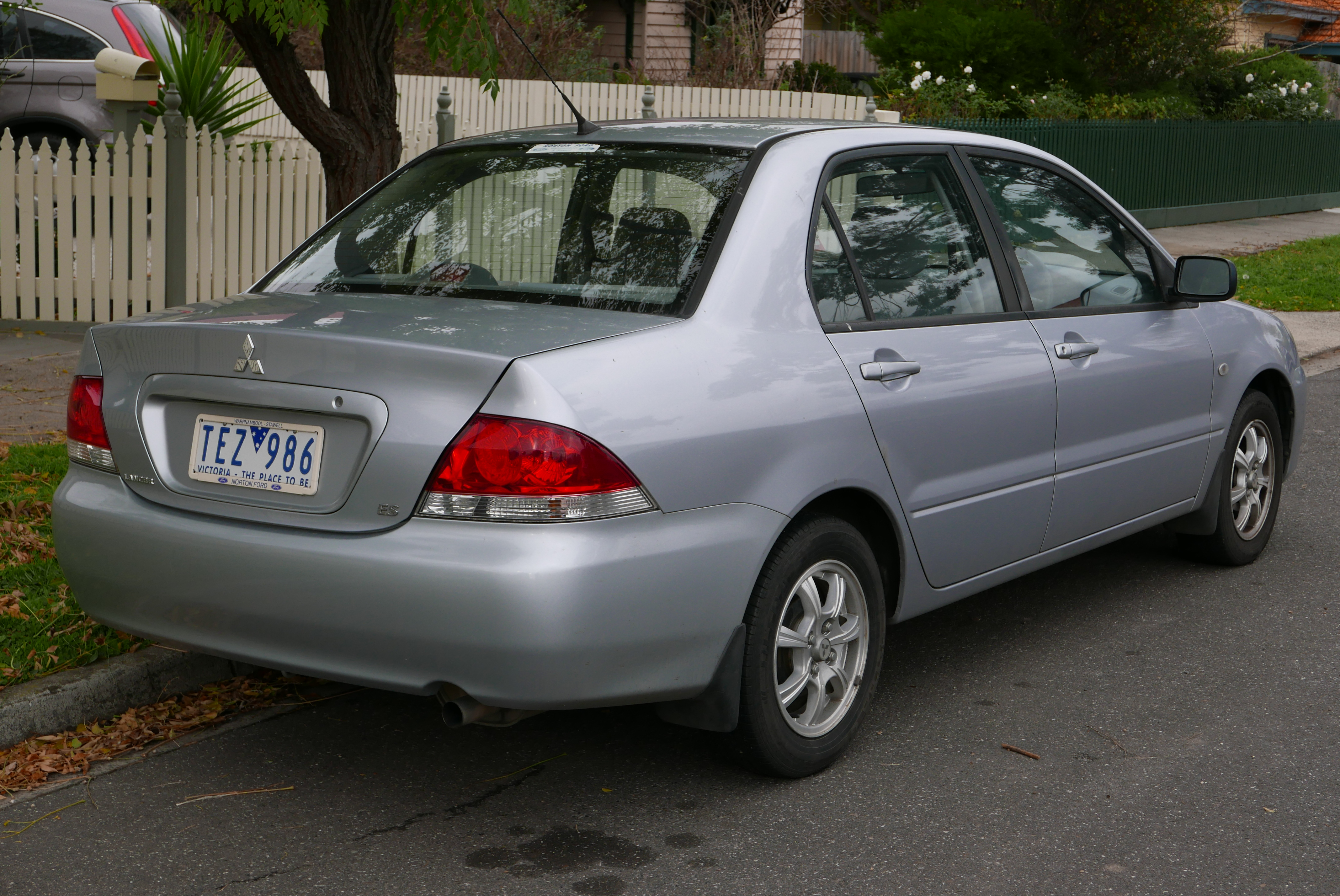
Mitsubishi Lancer седан

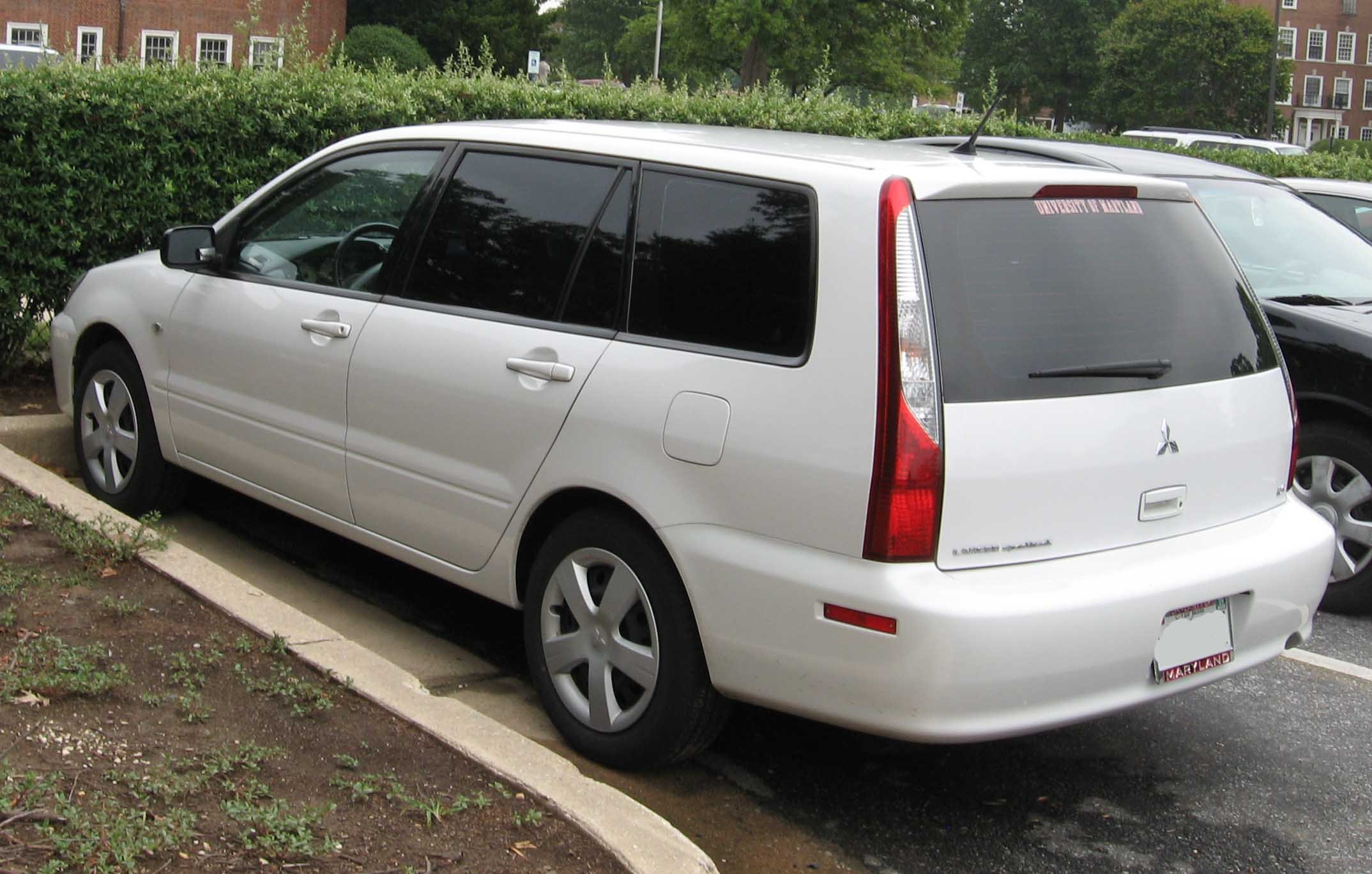
Mitsubishi Lancer універсал

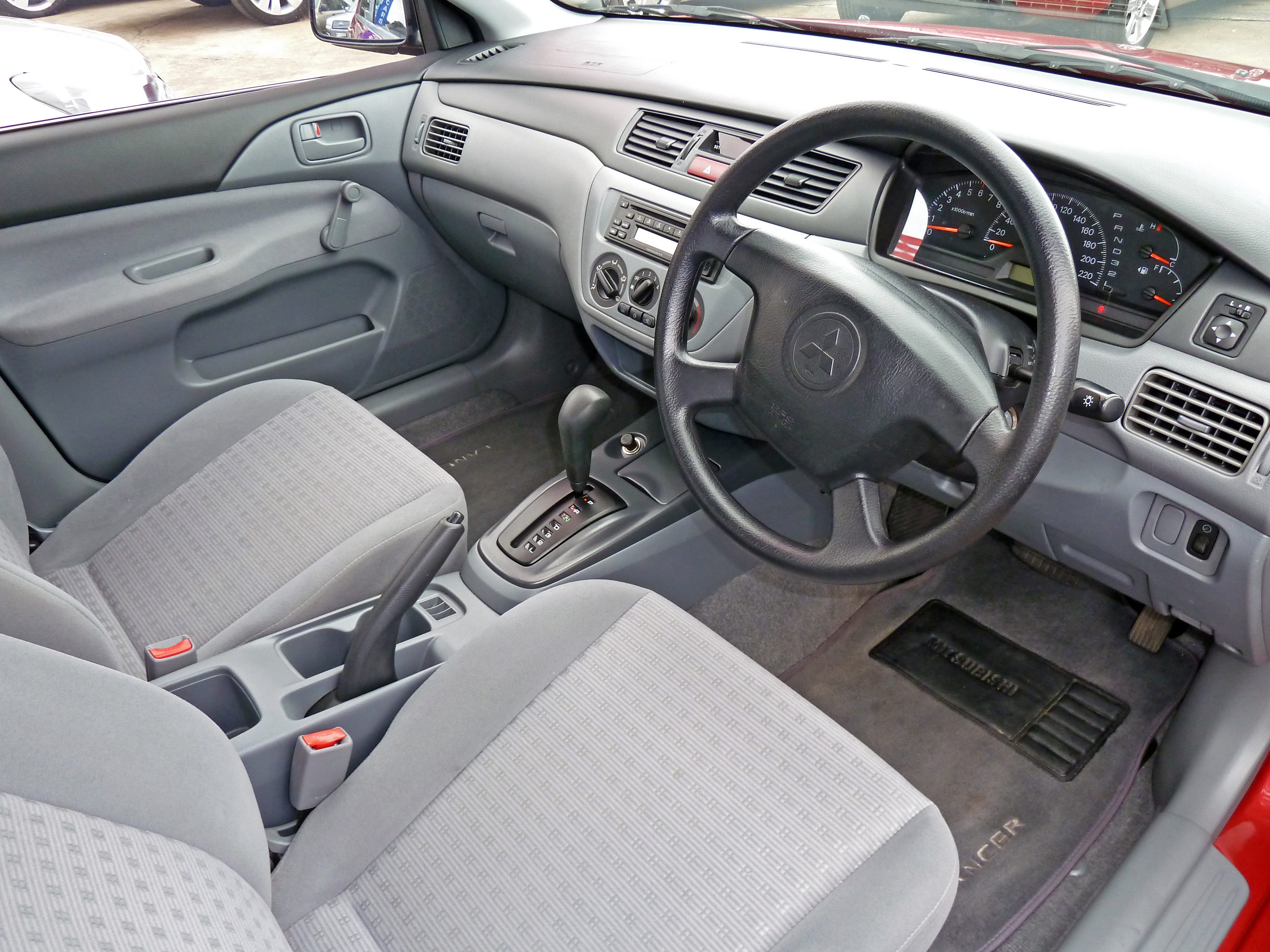
Інтер'єр

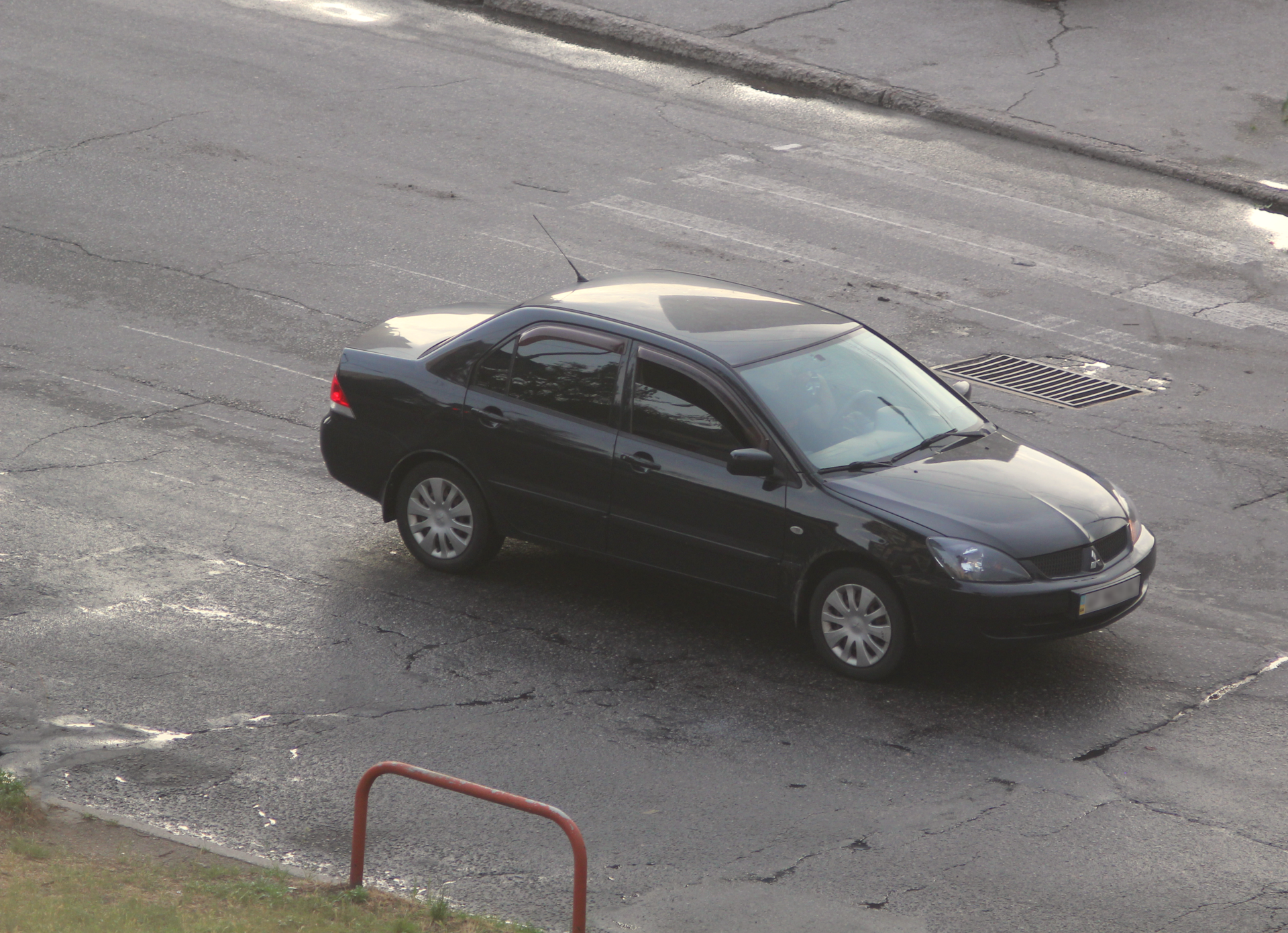
Mitsubishi Lancer 2006

Mitsubishi Lancer IX
У 2000 році в Японії почали продавати дев'ятий Mitsubishi Lancer, що отримав власне ім'я Cedia (від слів Century Diamond — «діамант століття»), хоча на більшості зовнішніх ринків все ще пропонувався восьмий Lancer. Cedia була доступна з двома типами кузова: седан і універсал Station Wagon.
У 2002 році Cedia з'явилася в США та Австралії.
Дев'ятим поколінням Lancer для європейського ринку прийнято вважати результат рестайлінгу Cedia, проведеного в 2003 році. Автомобіль пропонувався з кузовами седан і універсал, а від японської версії Lancer Cedia відрізнявся іншим оформленням передньої частини. Автомобіль отримав трохи агресивну форму, підкреслені фари головного світла, подвійну решітку облицювання радіатора і центральний елемент з великою хромованою емблемою.
Габаритна висота Lancer IX більша, ніж у попередника, на 50 мм, а габаритна довжина — на 185 мм, що сприятливо позначилося на місткості салону і багажного відділення. Завдяки подовженій на 100 мм колісній базі, в Lancer восьмого покоління на 60 мм збільшений простір для ніг передніх і задніх пасажирів. Салон поєднує комфорт і зручність, ретельно продумана і розрахована кожна деталь. Регульоване сидіння водія, регульоване рульове колесо, прості обертові ручки управління кондиціонером і підігрівом сидінь забезпечують інтуїтивне управління.
Lancer IX з кузовом седан пропонувався з трьома інжекторними бензиновими двигунами: 1,3, 1,6 і 2,0 літра. У цих сучасних двигунах Mitsubishi широко використовує легкі сплави для зниження ваги, а також застосована 16-клапанна головка блоку циліндрів. Це забезпечує високу паливну економічність і низьку токсичність відпрацьованих газів. Виробник пропонував три коробки передач: 5-ступінчасту механічну для двигуна 1,3 л, 4-ступінчасту автоматичну з режимом ручного перемикання для мотора 1,6 і 5-ступінчасту для версії 2,0 літра. На японському ринку Lancer пропонувався з двигунами об'ємом 1,5 і 1,8 л, а в Північній Америці продавалася модифікація з чотирициліндровим мотором об'ємом 2,4 л (164 к.с.).
Незалежна підвіска (передня типа Макферсон, задня — багатоважільна з ефектом пасивного підрулення) забезпечує Lancer поєднання їздового комфорту і високу курсову стійкість, досягаючи максимально можливого зчеплення з дорогою. Вона дуже енергоємна і забезпечує плавність ходу і високу надійність на дорозі з будь-яким покриттям, будь то асфальт, гравій, обмерзла траса або путівець.
Lancer IX отримав найсучасніші системи активної і пасивної безпеки: надійне шасі з досконалими незалежними підвісками, забезпечують високу стійкість і відсутність надмірних кренів кузова, інформативне рульове управління з чітким дією. ABS допомагає зберегти курсову стійкість при різкому гальмуванні на слизькій поверхні. Система EBD (Electronic Brake Distribution) підвищує ефективність гальм, завжди дбаючи про ідеальний розподіл гальмівних сил між передніми і задніми колесами при будь-якому завантаженні. Автомобіль оснастили надувними подушками безпеки, ременями безпеки з преднатяжителями і обмежувачами зусилля. Травмобезпечна рульова колонка при аварії руйнується в спеціально розрахованих місцях, «йдучи» від водія. Для повного спокою позаду є кріплення ISOFIX для дитячого сидіння.
|                                                   | 1.3                                               | 1.6                                               | 2.0                                               |
| ------------------------------------------------- | ------------------------------------------------- | ------------------------------------------------- | ------------------------------------------------- |
| макс. Потужність (к.с.) при об/хв                 | 82/5000                                           | 98/5000                                           | 135/5750                                          |
| макс. Крутний момент при об/хв:                   | 120/4000                                          | 150/4000                                          | 176/4500                                          |
| Розгін 0—100 км/год, секунд:                      | 13,7                                              | 11,8                                              | 9,6                                               |
| Максимальна швидкість:                            | 171                                               | 183                                               | 204                                               |
| Витрата палива (міський/ заміський/ комбінований) | 8.5/ 5.3/ 6.5                                     | 8.8/ 5.5/ 6.7                                     | 11.7/ 6.5/ 8.4                                    |
| Коробка передач                                   | 5-ступінчаста механічна 4-ступінчаста автоматична | 5-ступінчаста механічна 4-ступінчаста автоматична | 5-ступінчаста механічна 4-ступінчаста автоматична |

### Двигуни
- 1.3 л 4G13 Р4
- 1.5 л 4G15 Р4
- 1.6 л 4G18 Р4
- 1.8 л 4G93 Р4
- 1.8 л 4G93T Р4-T
- 2.0 л 4G94 Р4
- 2.0 л 4G63 Р4
- 2.4 л 4G69 Р4

## Сьоме покоління (EX, iO; 2007—2020)

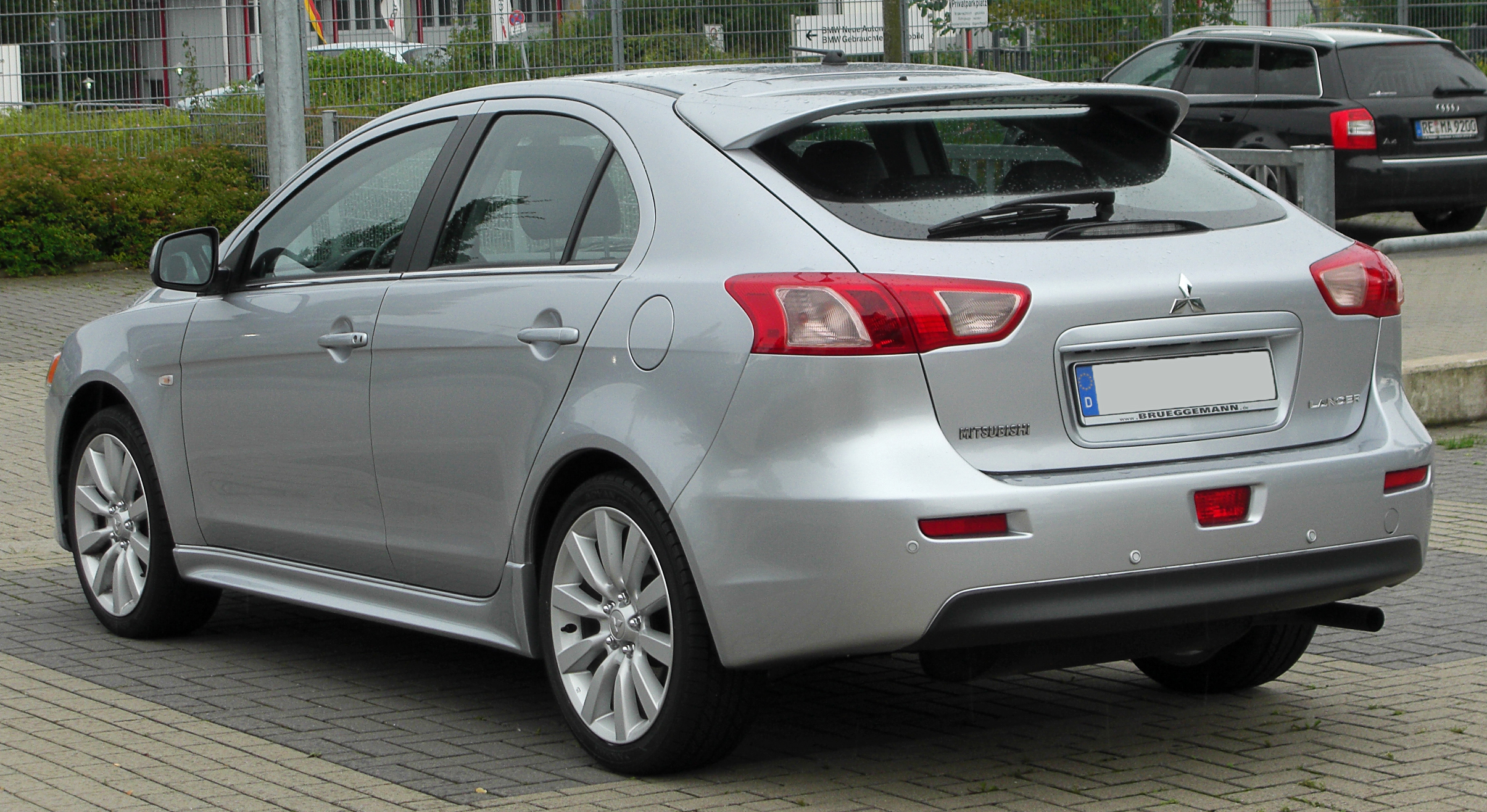
Mitsubishi Lancer Sportback

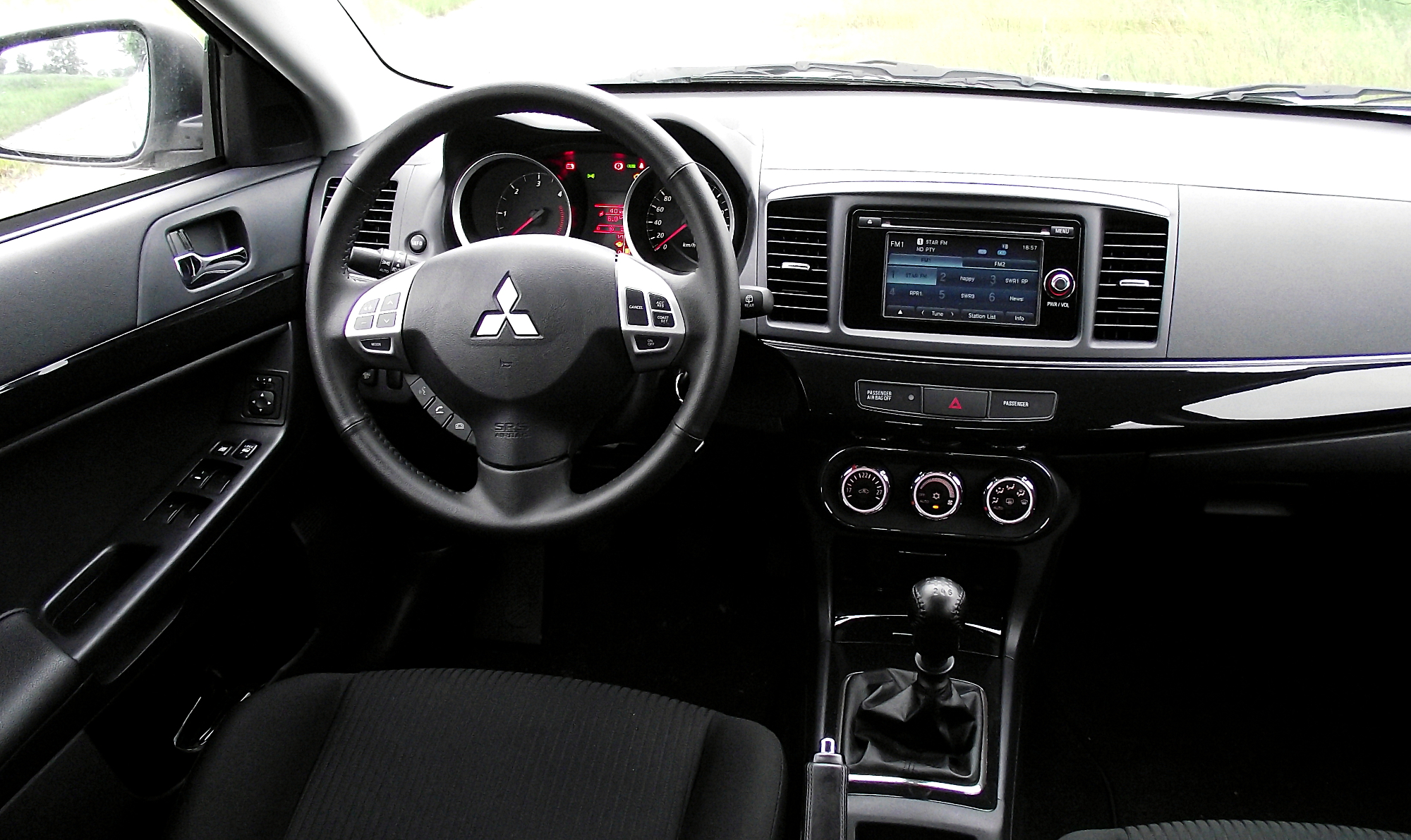
Салон

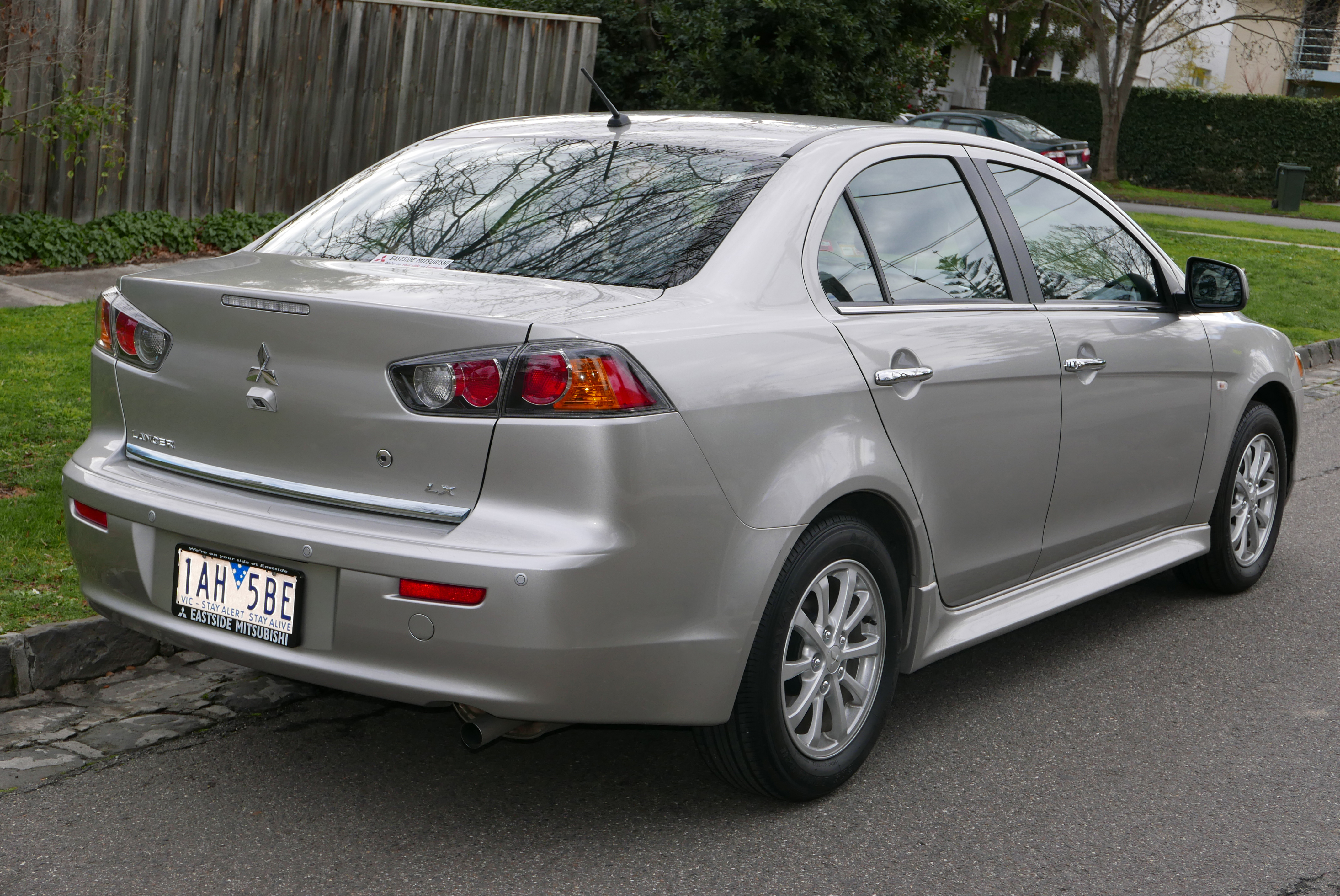
Mitsubishi Lancer X
У 2005 році Mitsubishi Motors Corporation представила два концепт-кари: Mitsubishi-cX на Токійському мотор-шоу і Concept-Sportback на автосалоні у Франкфурті. Саме ці концептуальні моделі лягли в основу нового Lancer X. Новий Lancer був офіційно представлений у січні 2007 року на автомобільному шоу в Детройті, і з'явився в продажу на північноамериканському ринку в березні 2007 року як модель 2008 модельного року. У новому Lancer використовується розроблений Mitsubishi безпечний кузов наступного покоління Mitsubishi RISE. Дизайн седана походить від італійського дизайн-ател'є Pininfarina.
На внутрішньому ринку Японії Lancer десятого покоління відомий як Mitsubishi Galant Fortis (виняток становить модифікація Lancer Evolution X).
15 листопада 2008 року виходить версія хетчбек під назвою «Sportback».
На початку 2011 року модель оновили.
У жовтні 2015 року Mitsubishi опублікував деталі оновленого Lancer для Північної Америки. Автомобіль отримав перероблений період в стилі Ralliart версії, тепер з більш чистим переднім бампером з вбудованими хромованими верхніми та нижніми решітками. Автомобілі отримали збільшений перелік стандартного обладнання. Салон отримав нову центральну консоль та покращений аудіо дисплей. Зовні Mitsubishi Lancer відмітився новим бампером та хромованою решіткою радіатора. В базову комплектацію моделі ES 2.0 входять: протитуманні ліхтарі, дзеркала з електроприводом та підігрівом, 16-дюймові литі диски, автоматичний клімат-контроль, AM/FM/CD/MP3 аудіо потужністю 140-ват, Bluetooth, системи управління аудіо та круїз-контролем на рульовому колесі, вікна та дверні замки з електроприводом та чималий перелік функцій безпеки. Моделі ES 2.4, SE 2.4 і SEL 2.4 постачаються з 2.4-літровим двигуном, автоматичною безступінчастою коробкою передач та системою повного приводу «All-Wheel Control». Перейшовши до комплектацій вищих рівнів, ви отримаєте автоматичні фари, склоочисники з сенсорами дощу, більше динаміків та шкіряну обшивку.
Виконавчий віце-президент і генеральний директор Mitsubishi Motors у Північній Америці Дон Свірінген у січні 2017 року підтвердив, що Mitsubishi припинить виробництво Lancer у серпні 2017 року без наступника.
Також у 2017 році модель отримала стандартну камеру заднього виду, дисплей аудіосистеми, а моделі вищої комплектації 18-дюймові колеса. З лінійки зник передньопривідний Lancer GT.

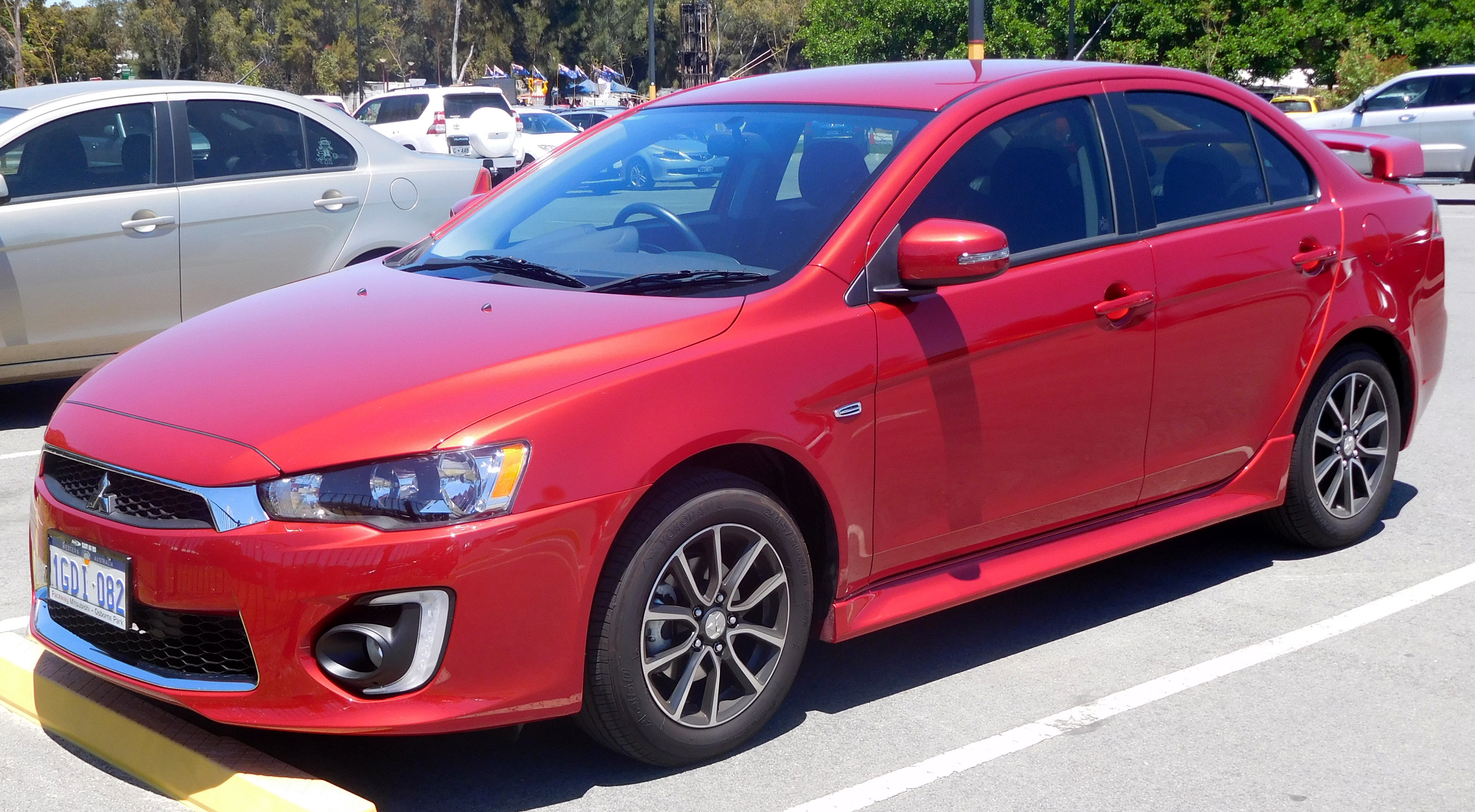
Mitsubishi Lancer (2015—2017)
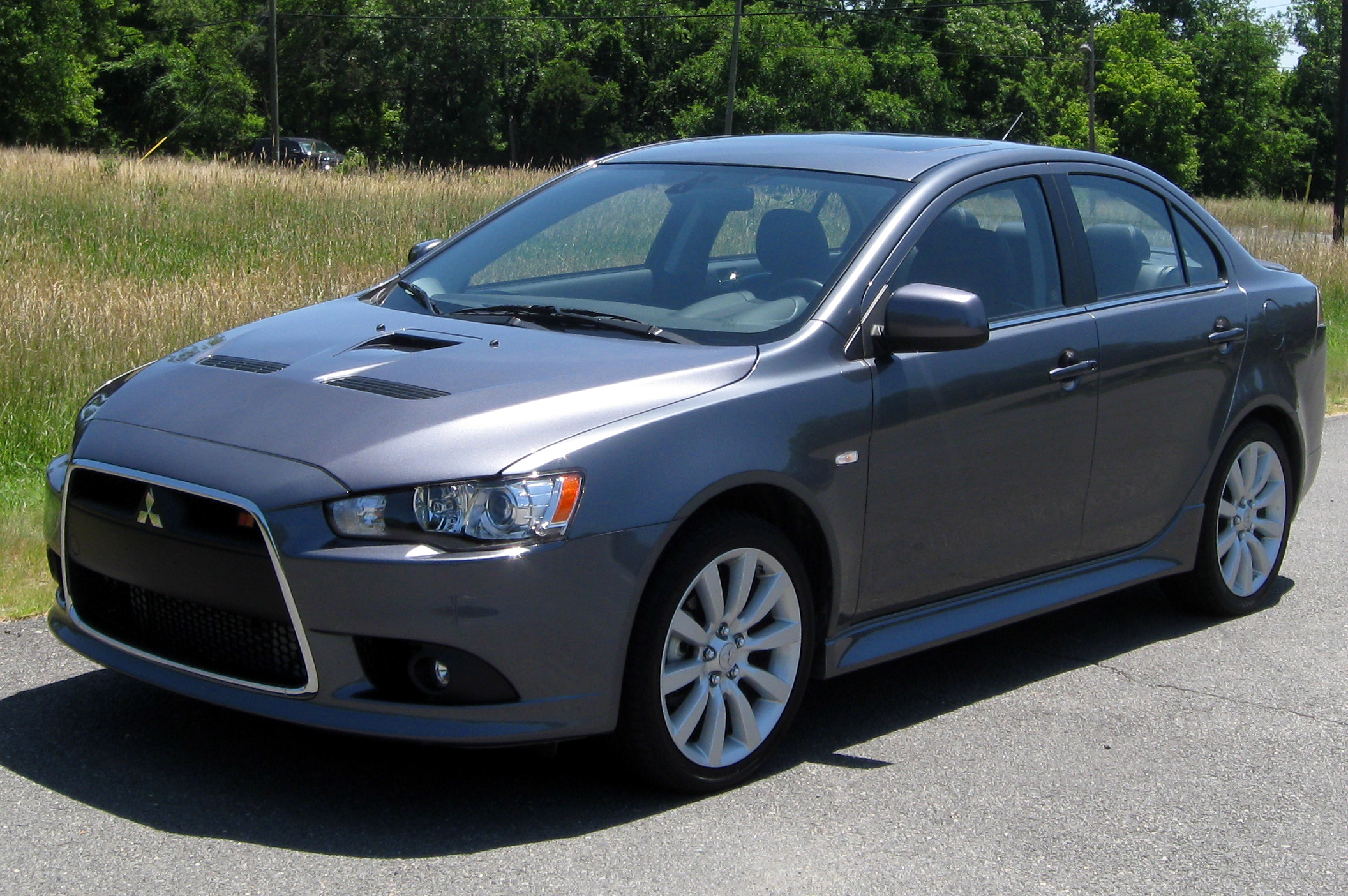
Mitsubishi Lancer Ralliart
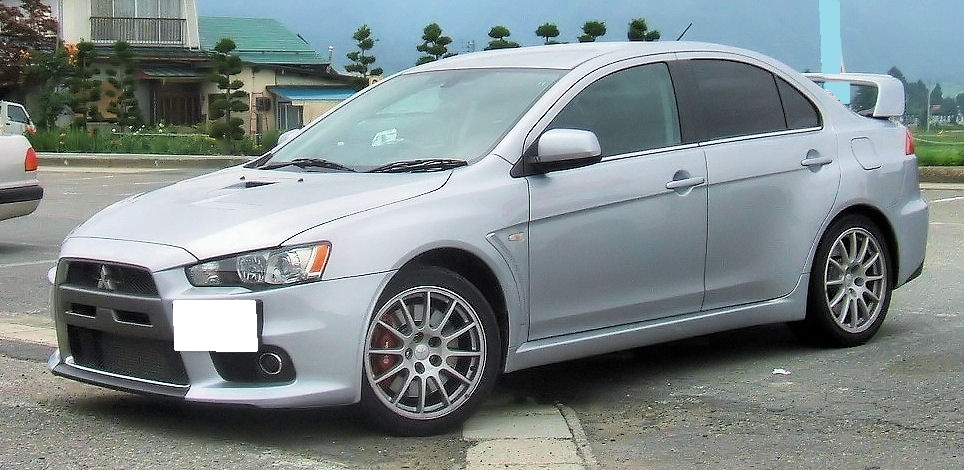
Mitsubishi Lancer Evolution X

### Двигуни
Бензинові
- 1,5 л 4A91 Р4 109 к.с.
- 1,6 л 4A92 Р4 117 к.с.
- 1,8 л 4B10 Р4 140—143 к.с.
- 2,0 л 4B11 Р4 150 к.с.
- 2,0 л 4B11T Р4 турбо 241 к.с. (Ralliart)
- 2,0 л 4B11T Р4 турбо 295—359 к.с. (Evolution X)
- 2,4 л 4B12 Р4 170 к.с.

Дизельні
- 1,8 л 4N13 Р4 турбо 116 к.с.
- 1,8 л 4N13 Р4 турбо 150 к.с.
- 2,0 л VW Р4 турбо 140 к.с.

## Восьме покоління (2017–2024)

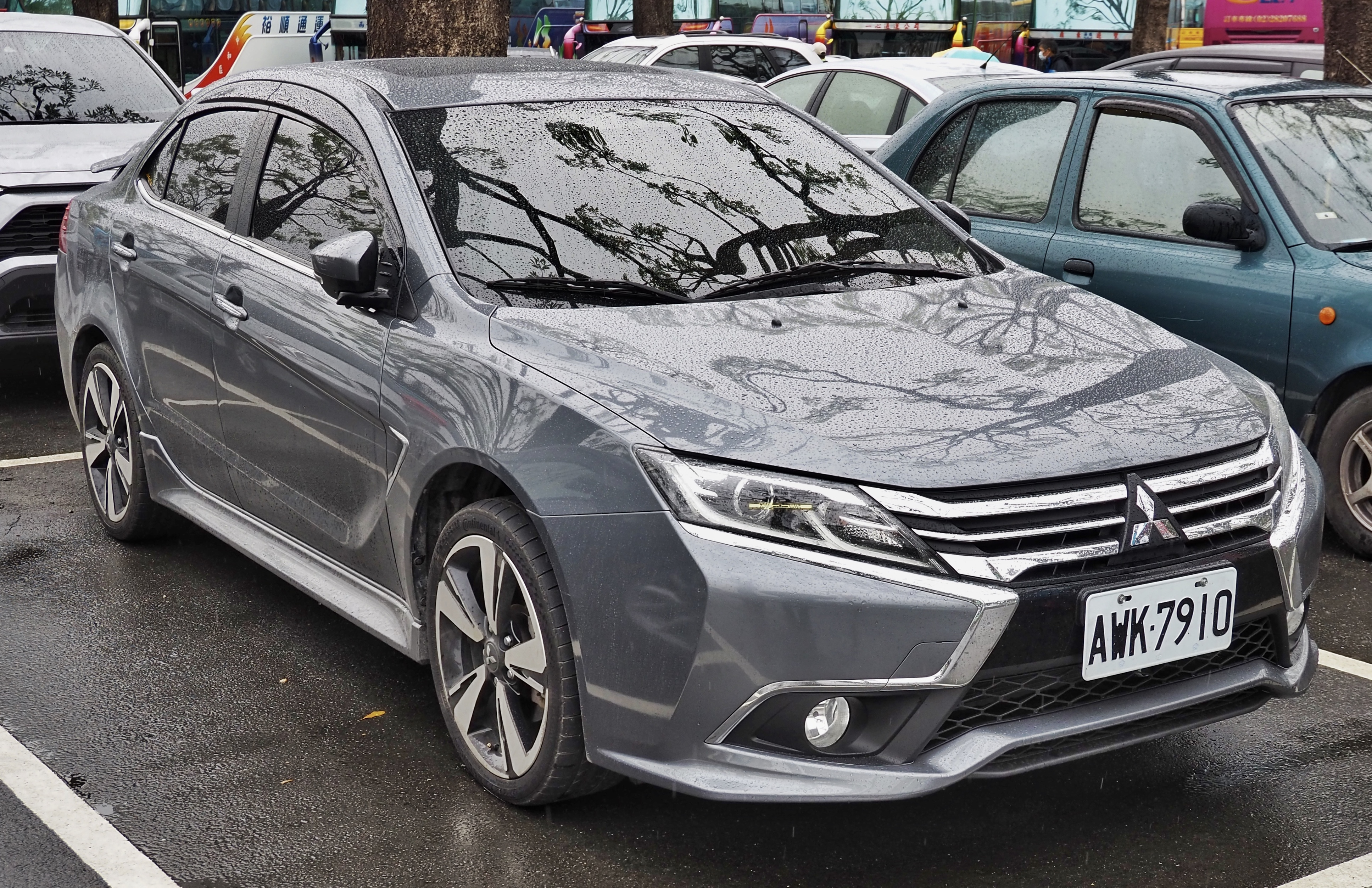
Вид спереду

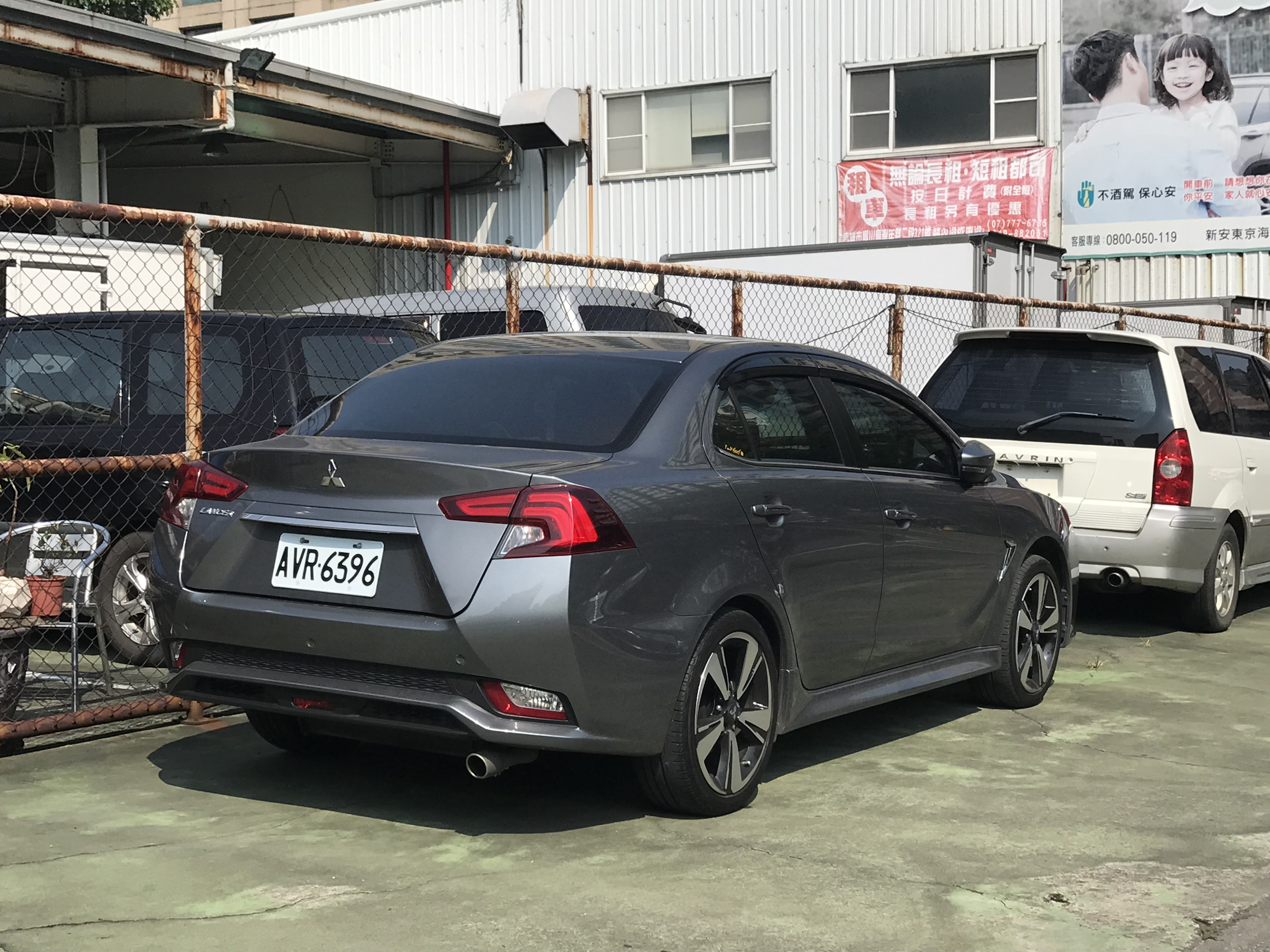
Вид ззаду

Grand Lancer / Lancer EX
У січні 2017 року компанія Mitsubishi Motors погодилася продовжувати використовувати назву Lancer на певних азіатських ринках, таких як Тайвань і Китай, після 2017 року через постійний попит на назву Lancer у китайськомовному світі. Розробку нового Grand Lancer на Тайвані очолила та спроектувала тайванська China Motor Corporation (CMC). 
Частина дизайну була виконана в партнерстві з Pininfarina Shanghai. У зв’язку з припиненням випуску міжнародної версії нове покоління Lancer побудовано на тій самій платформі, що й 10 покоління. 

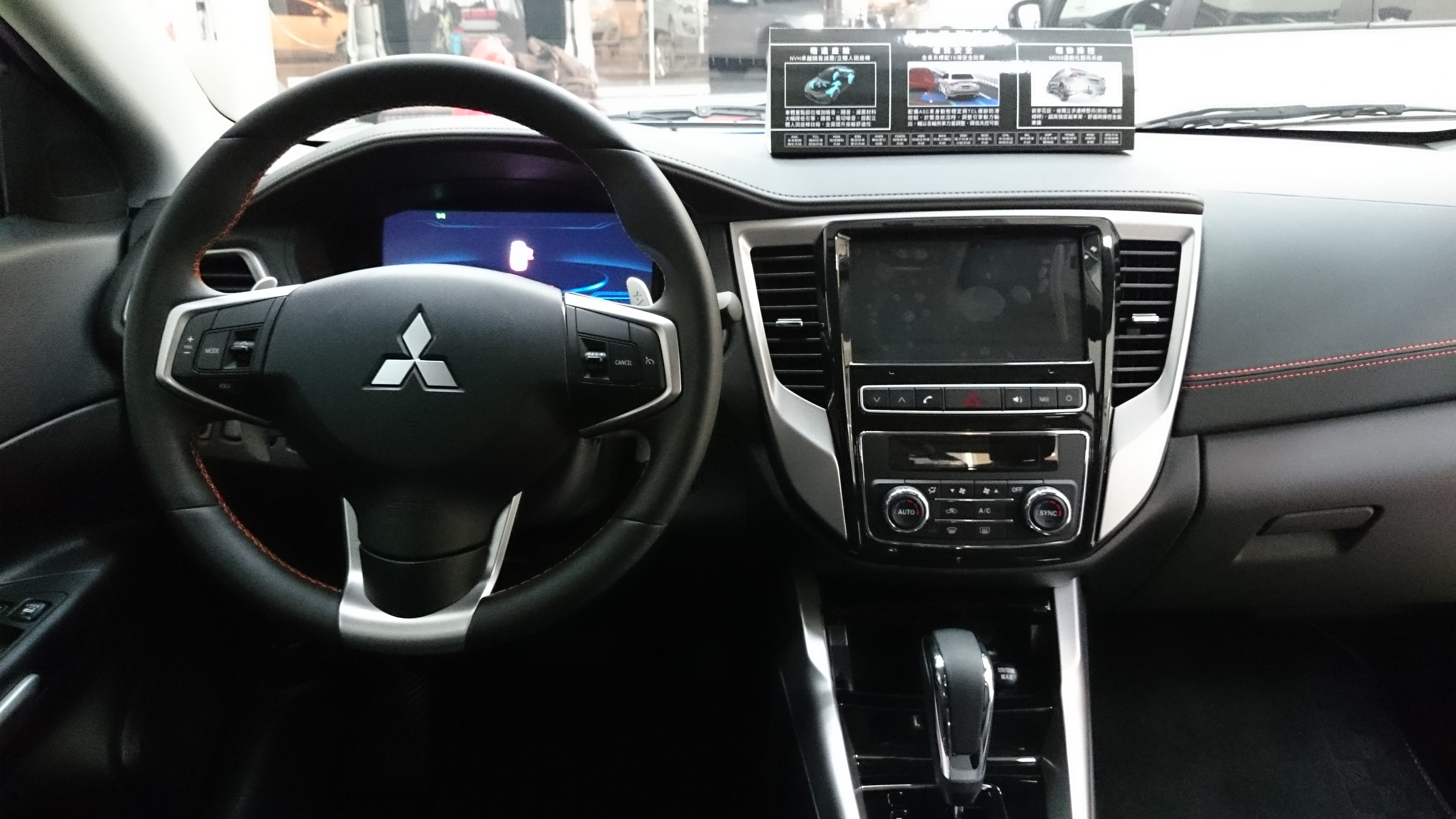
інтер'єр

Він оснащений новою решіткою Mitsubishi Dynamic Shield і зміненим дизайном складок на бічних панелях кузова. Інтер’єр, передній капот, передні бампери, передні крила, панелі передніх і задніх дверей, включаючи вікно дверей заднього пасажира, кришку багажника та задній бампер, були повністю перероблені для нового покоління, а решта перенесено з Lancer X.

### Двигуни
Бензинові
- 1,8 л 4J10 I4 139 к.с.